# Hôtel de Roquelaure
L'hôtel de Roquelaure est un hôtel particulier situé dans le 7e arrondissement de Paris, au no 246 du boulevard Saint-Germain. Construit au début du XVIIIe siècle comme résidence du maréchal de Roquelaure dont il garde le nom, il héberge actuellement le cabinet ministériel du ministère de la Transition écologique, dont l'administration centrale est située à La Défense, dans la tour Séquoia et la paroi sud de la Grande Arche.

## Histoire

### La construction de l'hôtel du maréchal de Roquelaure

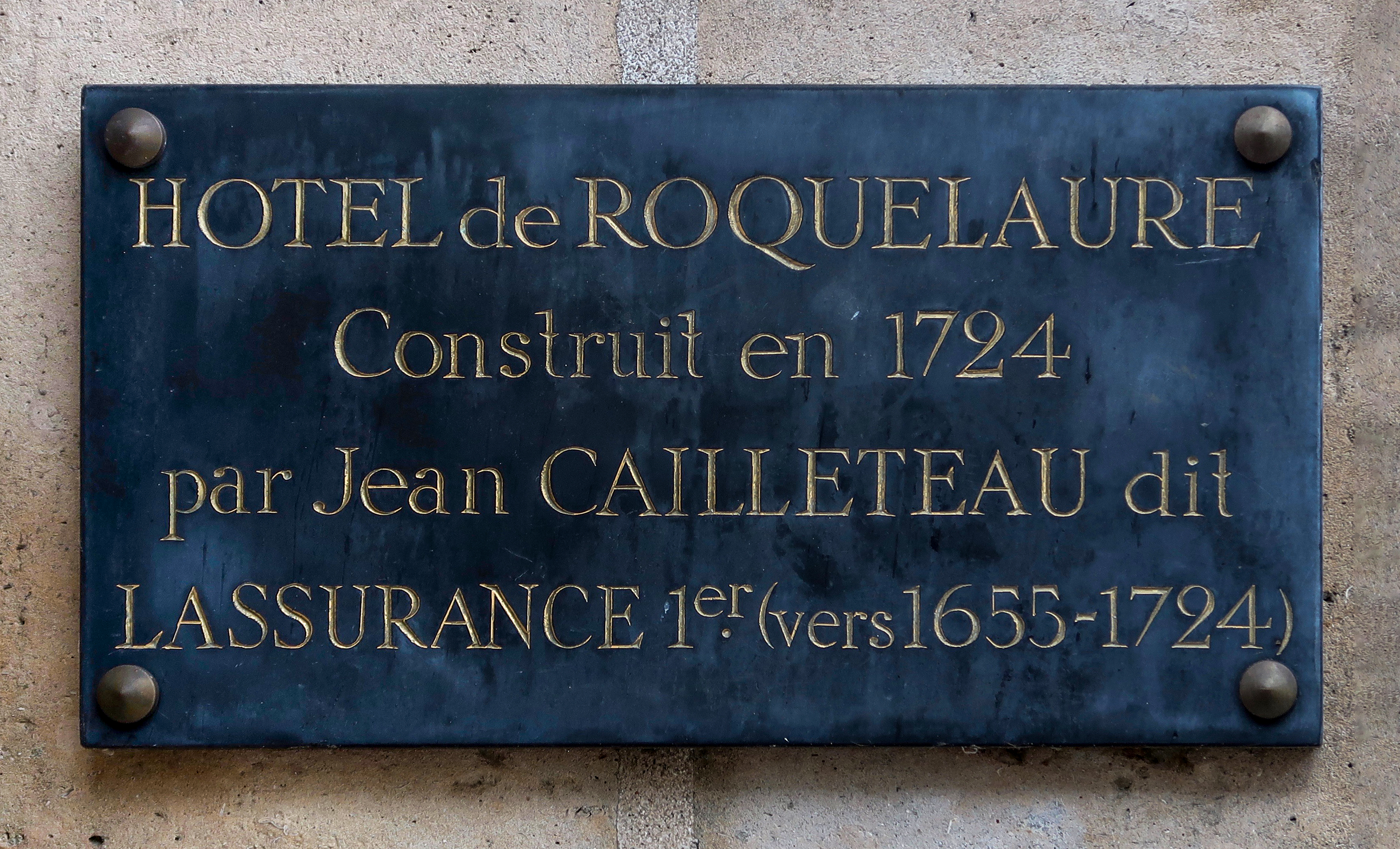
Plaque devant l'hôtel.

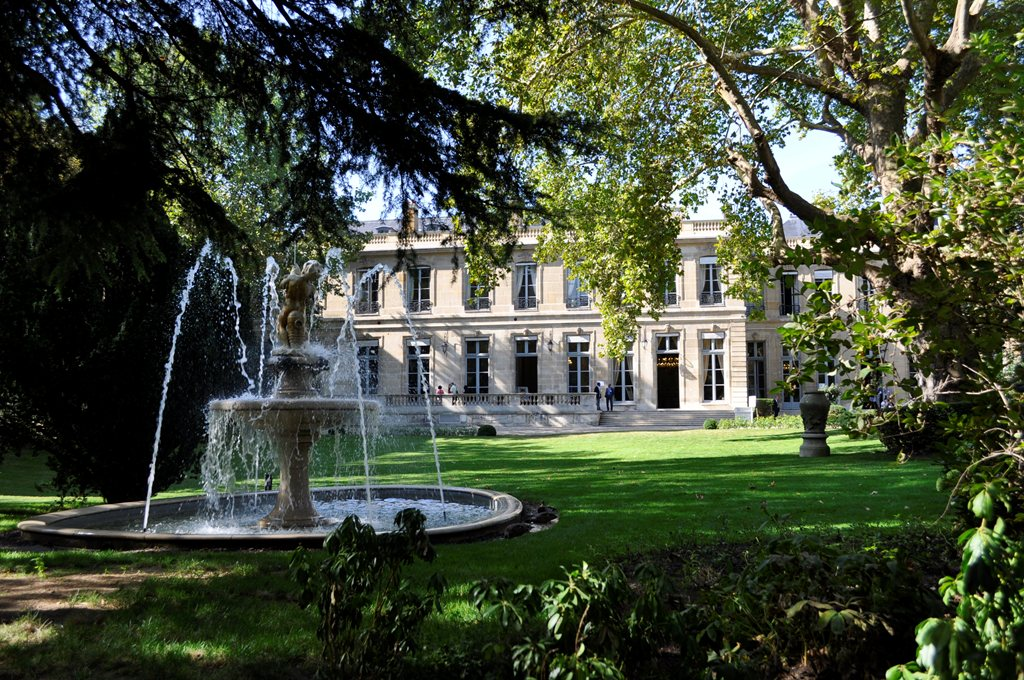
L'hôtel de Roquelaure (façade jardin).

Comme l'ensemble du faubourg Saint-Germain, la parcelle sur laquelle est édifié l'hôtel de Roquelaure, est avant la deuxième partie du XVIIe siècle un ensemble de champs cultivés, régulièrement inondés par les crues de la Seine. Elle appartient à l'abbaye de Saint-Germain-des-Prés jusqu'au milieu du XVIe siècle, et porte ensuite une modeste construction qui, appartenant à un seigneur protestant, fait l'objet de combat et est détruite au cours des guerres de Religion. À la fin du XVIIe et au début du XVIIIe siècle, le faubourg se transforme rapidement et devient le lieu privilégié de la construction nobiliaire, auparavant concentrée dans le Marais. La disponibilité de larges terrains non bâtis, la proximité de la route de Versailles, l'abrogation des édits royaux interdisant les constructions dans cet espace auparavant en marge de Paris, décident la haute noblesse à s'y installer,,.
La construction de l'hôtel de Roquelaure s'inscrit dans ce vigoureux mouvement de construction de demeures aristocratiques dans le faubourg, et dans celui du déplacement géographique de la noblesse à l'ouest de la ville. À la fin du XVIIe siècle, le terrain appartient à Claude de Sève, qui y fait construire un premier bâtiment connu comme l'hôtel de Villetaneuse, du nom de son mari. Enrichi par les faveurs du roi après ses victoires durant la guerre des Camisards, Antoine-Gaston de Roquelaure acquiert l'hôtel en 1709 pour le transformer en une fastueuse résidence urbaine, en achetant également le terrain mitoyen ouest en 1711. En 1722 il confia à l'entrepreneur Jean Moreau le soin de bâtir un nouvel hôtel. L'architecte en charge n'est pas établi avec certitude ; l'hôtel peut être de Pierre Cailleteau ou de son fils, Jean Cailleteau, le chantier étant achevé par Jean-Baptiste Leroux au début des années 1730. L'historiographie tend par usage à l'attribuer à Pierre ; l'architecte travaille en effet au début des années 1720 au palais Bourbon, proche, et sa mort en 1724 peut encore expliquer le changement d'architecte pour le chantier de Roquelaure.

Un ensemble de quatre projets conservés, datant de 1722, montre la dimension pragmatique de la construction d'une demeure urbaine dans Paris au XVIIIe siècle. L'architecte doit adapter un modèle canonique, celui de l'hôtel particulier entre cour et jardin, aux besoins de la grande maison noble, des irrégularités de la parcelle et par économie, aux constructions l'occupant déjà. Cailleteau père ou fils doit ici accommoder les différents terrains acquis par Roquelaure, la distinction sociale que celui-ci, nommé maréchal de France en 1724, souhaite exprimer par sa demeure dans le quartier nobiliaire de Paris, l'hôtel de Villetaneuse édifié sur le site. En se fondant sur le gros œuvre de ce dernier hôtel (en noir sur les projets), l'architecte ébauche plusieurs solutions pour adjoindre de nouveaux bâtiments (en rouge) en accordant ces critères.

Projets de Cailleteau pour l'hôtel de Roquelaure (1722)
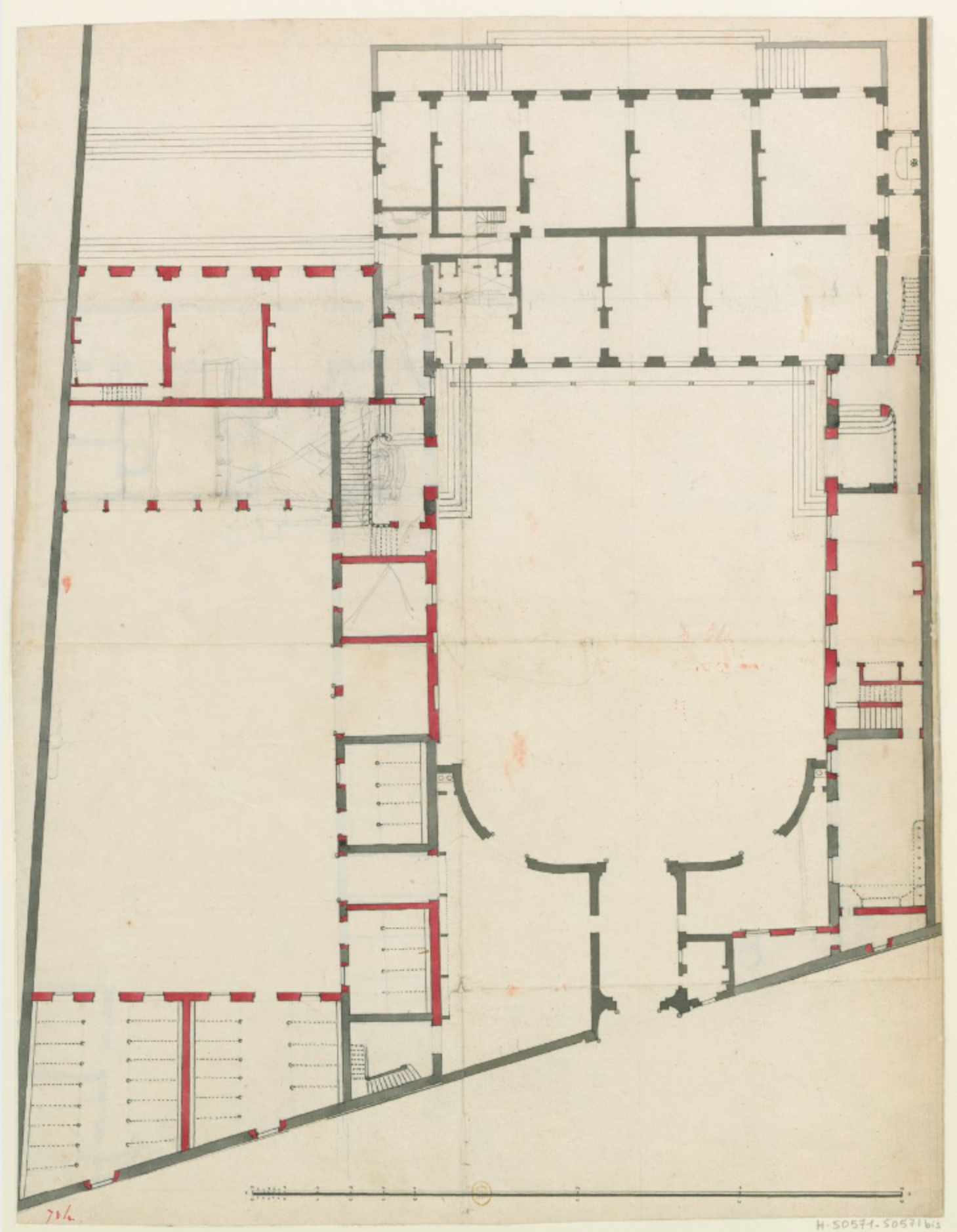
Premier projet de rez-de-chaussée : le gros œuvre du précédent hôtel de Villetaneuse est largement conservé, les extensions (en rouge) sont modestes.
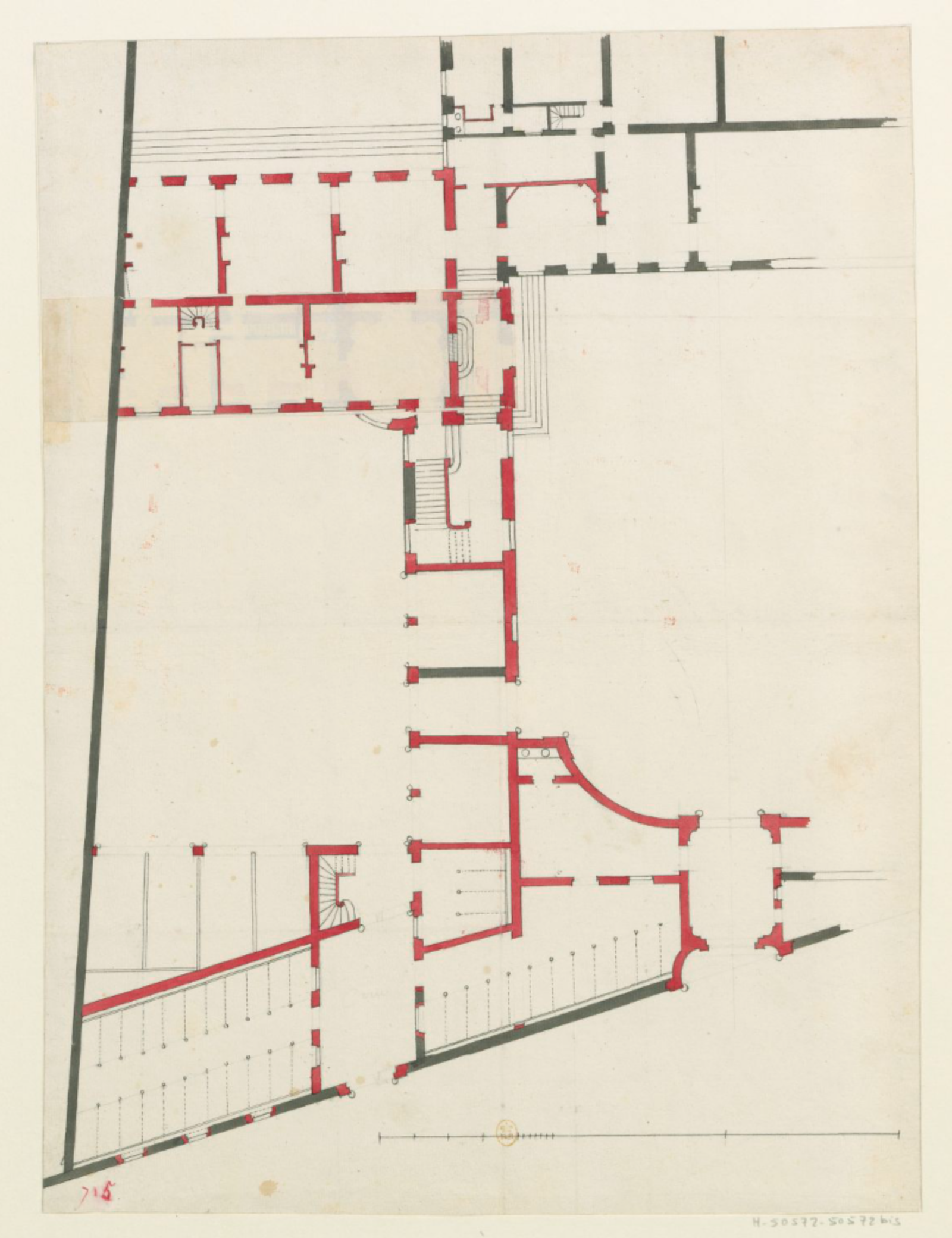
Variante du premier projet : une aile ouest est développée, sur un terrain auparavant séparé de l'hôtel.
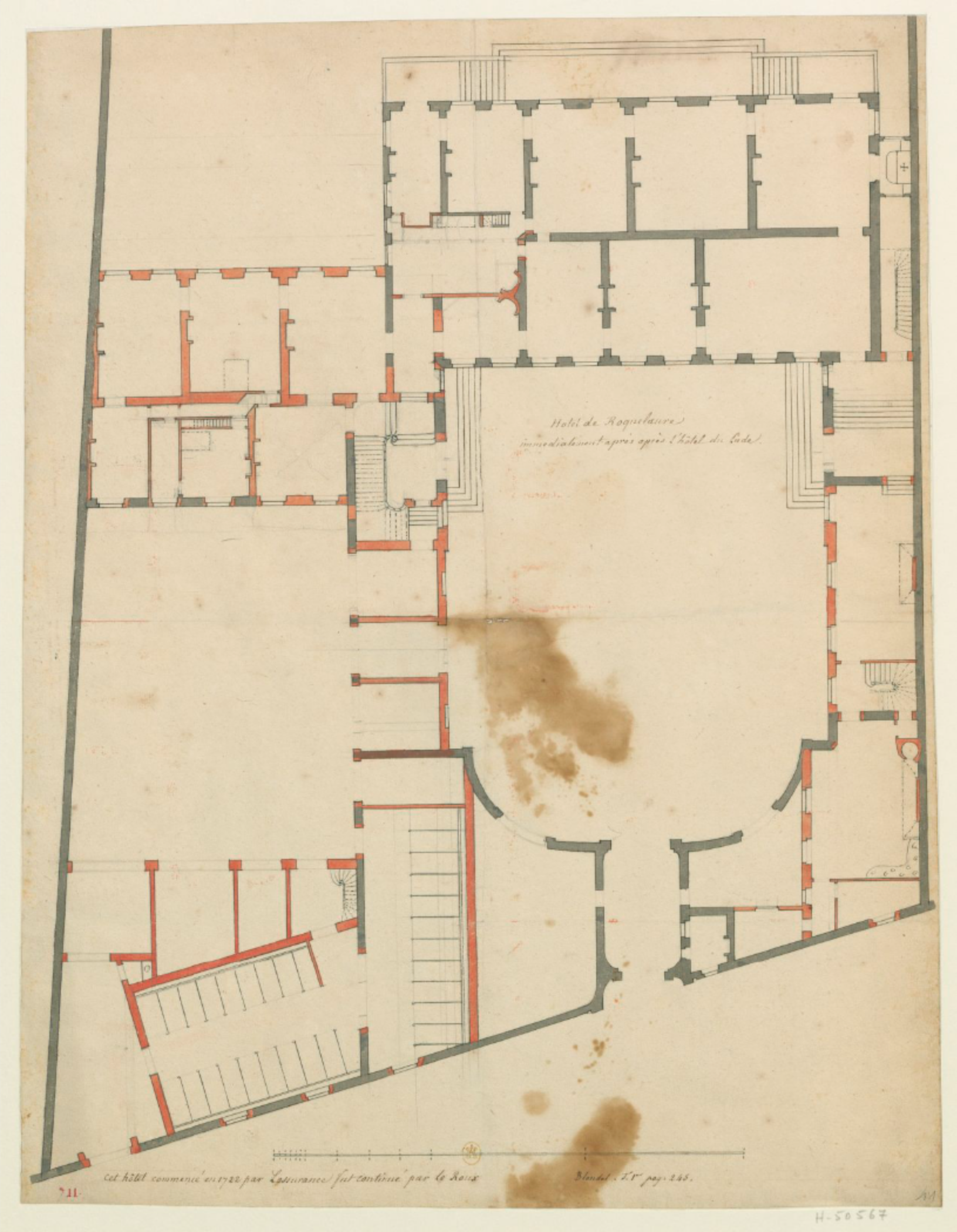
Deuxième projet de rez-de chaussée ; l'aile ouest est modifiée pour devenir le corps de logis
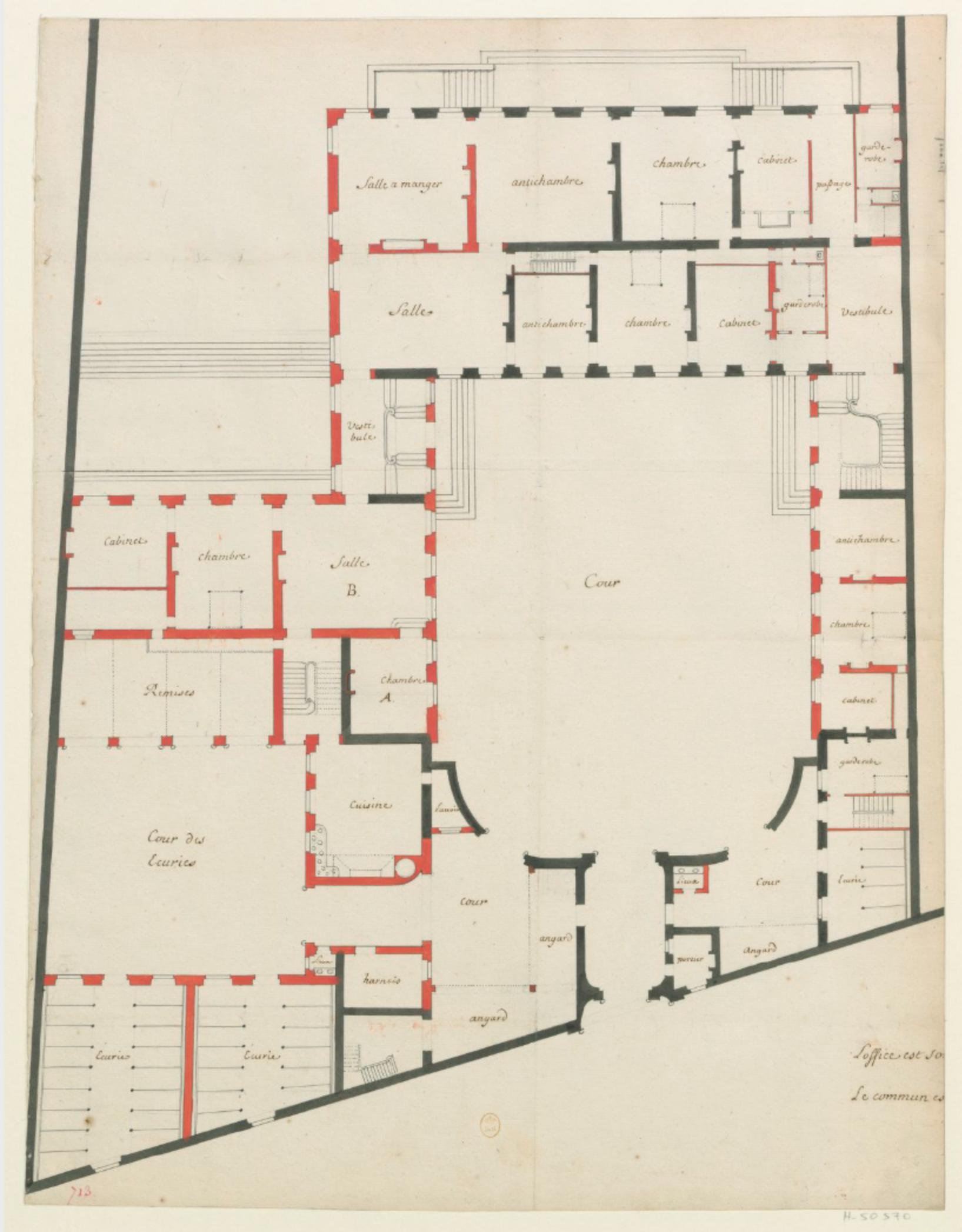
Troisième projet de rez-de-chaussée ; le bâtiment est profondément remanié, divisé entre une façade est sur jardin comportant les pièces d'apparat et une aile ouest, profondément renfoncée, incluant les pièces intimes. Les écuries donnent ici directement sur rue
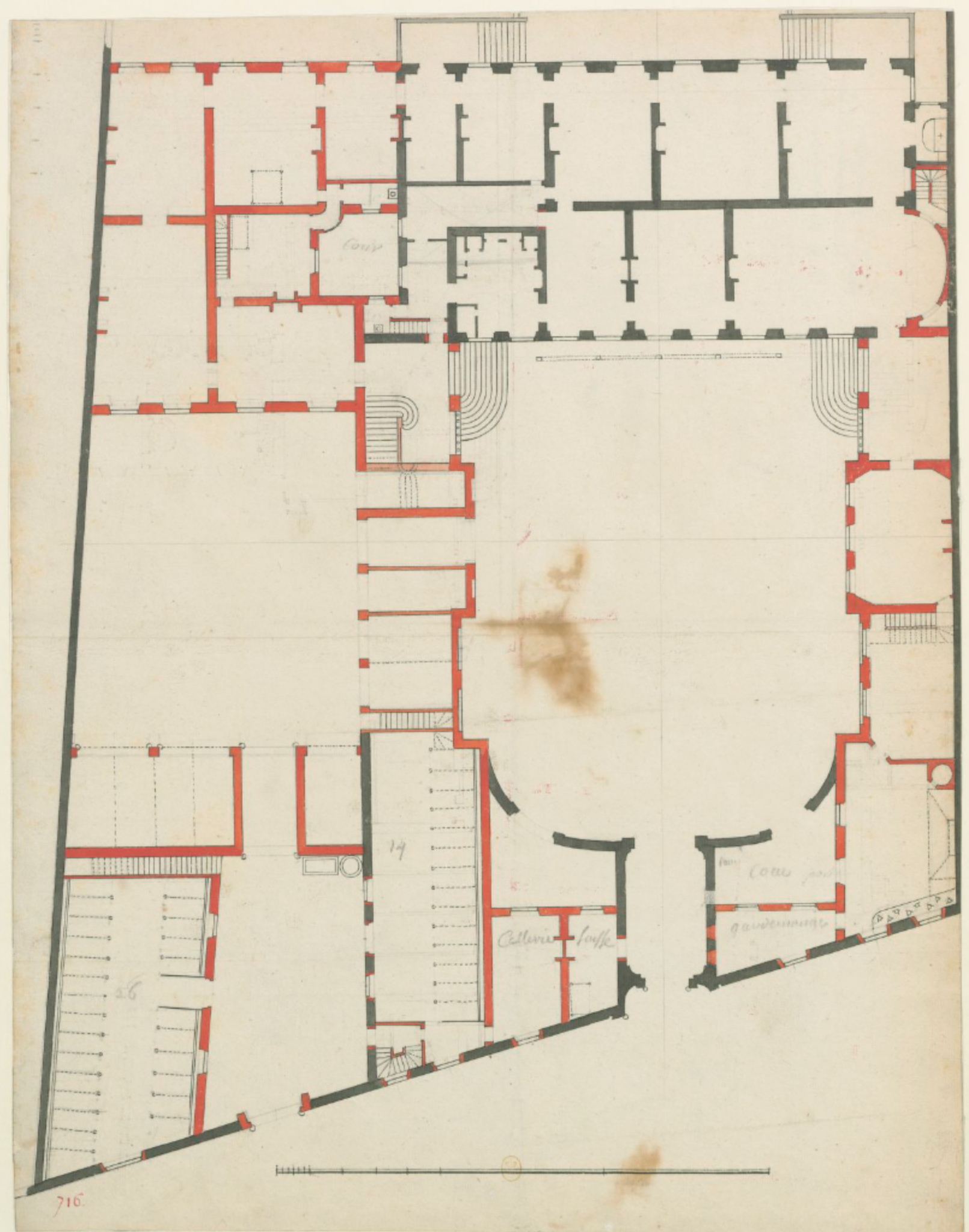
Quatrième projet de rez-de chaussée, modifiant encore profondément l'hôtel. L'aile ouest est avancée sur le jardin pour forme une unique façade uniforme.
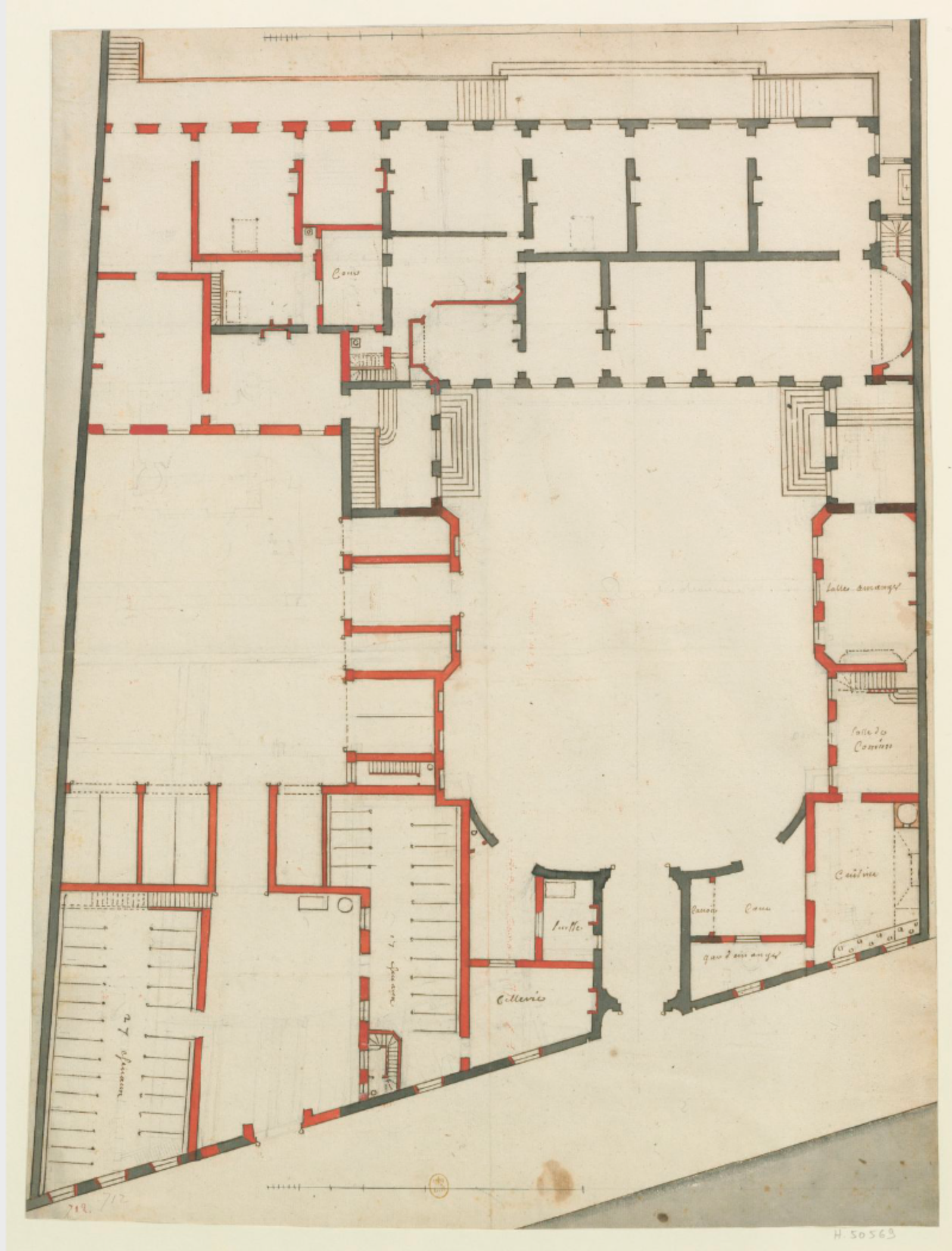
Une variante du quatrième projet de rez-de chaussée modifie légèrement l'aménagement des pièces, et renforce encore l'uniformité de la façade sur jardin en prolongeant le perron jusqu'à l'extrémité ouest.

Une variante du premier projet est finalement préférée, par Cailleteau lui-même ou par Leroux qui lui succède sur le chantier. Ainsi reconstruit l'hôtel est conforme à l'organisation entre cour et jardin, modèle le plus usuel des hôtels particuliers, encore réaffirmé avec force au début du XVIIIe siècle par les élèves de Jules-Hardouin Mansart dont Pierre Cailleteau fait partie. Le corps de logis double, séparé de la rue par une cour d'honneur flanquée de part et d'autre des écuries et de communs, montre la permanence d'une conception noble de la demeure urbaine dans ce nouveau quartier : à l'image d'un château champêtre, les lieux de vie sont soigneusement préservés de l'indiscrétion et de l'agitation de la rue. La petite aile ouest, introduite par Cailleteau et renfoncée dans le jardin, permet de blottir plus secrètement encore les pièces les plus intimes. À l'instar de nombreux hôtels entre cour et jardin, les deux façades du corps de logis sont dissymétriques en raison de l'irrégularité de la parcelle et de l'importance des communs. La façade du jardin est ainsi largement plus ample que celle donnant sur cour, qui n'a pas alors la même apparence qu'actuellement : dépourvue de perron central, elle est encadrée de deux pavillons en saillie, plus tard masqués par le rehaussement d'un niveau des dépendances.

### L'«hôtelMolé»
À la mort de Roquelaure en 1738, ses deux filles se disputent l'héritage de l'hôtel, qui est finalement vendu en 1740 à Mathieu-François Molé, président à mortier du Parlement de Paris. L'hôtel, qui devient alors hôtel Molé, passe de la noblesse d'épée à la noblesse de robe. Il perd ainsi de son apparat mondain et acquiert une importance politique. Acteur de la lutte des Parlements contre le pouvoir royal, Molé est au centre des conflits de pouvoir marquant le règne de Louis XV. Premier président du Parlement en 1757, il s'installe au Palais et loue l'hôtel à l'ambassadeur d'Espagne. À sa démission en 1764, il réintègre l'hôtel et l'habite jusqu'à sa mort en 1793. À une date incertaine dans la deuxième moitié du XVIIIe siècle, Molé fait construire le perron central de la façade sur cour.
À la Révolution française, l'hôtel appartient toujours à la famille Molé. Édouard-François Molé, fils de Mathieu-François, émigré en 1789, revient en 1791 pour éviter la confiscation de ses biens. Emprisonné à plusieurs reprises, gardé sous surveillance à l'hôtel, il est condamné par le Tribunal révolutionnaire et guillotiné le 20 avril 1794. La famille Molé, dont Mathieu Molé, est expulsée quelques jours plus tard. L'hôtel, déclaré bien national, est attribué le 6 mai 1794 à la Commission d'Agriculture et des Arts par le Comité de Salut Public. Entre juillet 1795 et mai 1794, la Commission quitte progressivement l'hôtel, rendu à Mme Molé par les dispositions de la Convention envers les survivants de condamnés pendant la réaction thermidorienne. Les décorations du fronton sur cour sont détruites durant cette période. L'historiographie du XIXe et du début du XXe siècle a souvent avancé que l'hôtel est alors transformé en asile de galeux et teigneux ; il s'agit très vraisemblablement d'une légende, la confrontation des dates de confiscation, d'affectation et de restitution ne laissant pas de doutes sur les activités qu'abrite le bâtiment. Restitué, celui-ci passe à la seconde fille de Mme Molé, qui le loue, sans jamais l'habiter.

### Le palais impérial de Cambacérès
Elle le vend, en 1808, à Jean-Jacques-Régis de Cambacérès, qui en fait une demeure d'apparat. Dans la mesure où l'hôtel est alors partie intégrante du pouvoir politique et de la symbolique impériale, il devient un palais, dont le grand corps de logis permet de donner de fastueuses réceptions et de recevoir les hôtes étrangers de marque, que Cambacérès accueille à la place de Napoléon. Les fêtes données à Roquelaure deviennent célèbres par leur faste et leur finesse gastronomique. Conséquemment, l'archichancelier fait rénover entièrement les intérieurs et acquiert l'hôtel de Lesdiguières-Sully, mitoyen, qu'il fait lier à celui de Roquelaure et qui sert de résidence à son frère Étienne Hubert de Cambacérès.

### De l'hôtel particulier à l'hôtel ministériel
Pendant la Restauration, l'hôtel est vendu par Cambacérès en exil en Belgique à la duchesse d'Orléans, veuve de Philippe-Égalité. À la mort de celle-ci en 1821, son fils Louis-Philippe et sa fille Adelaïde héritent de l'hôtel, et, sans jamais l'habiter, l'échangent au gouvernement contre une partie de la forêt royale de Bondy. L'hôtel de Roquelaure, ainsi que le petit hôtel de Lesdiguières-Sully désormais lié au premier, perdent leur fonction originelle de demeure nobiliaire d'apparat, pour accueillir des administrations publiques qui se parent de la dignité symbolique du lieu. Ils s'intègrent en cela dans le mouvement de transfert de la symbolique nobiliaire et royale aux institutions républicaines au XIXe siècle, comme de nombreux autres hôtels particuliers qui logent ministères, assemblées et administrations.
Sous le gouvernement de Charles X, le bâtiment doit abriter les meubles précieux et les joyaux de la monarchie, l'hôtel de Lesdiguières-Sully servant de dépôt des archives royales. Dès 1832, le gouvernement de la monarchie de Juillet l'affecte au Conseil d'État. Le vaste hôtel doit servir à réunir en un seul lieu les quatre Comités du Conseil, le déroulement public des séances de l'Assemblée générale des contentieux. Les comités ne viennent toutefois jamais à Roquelaure, qui ne sert in fine qu'aux assemblées. Le président du Conseil d'État réside au premier étage, le secrétaire général à l'hôtel de Lesdiguidières-Sully.
Dès 1836, l'idée émerge de réunir à l'hôtel de Roquelaure tous les services du ministère des Travaux publics. Celui-ci est alors dispersé entre plusieurs bâtiments dans Paris, alors même que le développement de ses compétences, marquées par les constructions des premières lignes de chemin de fer qui suscitent de vifs débat entre 1838 et 1842, rendent préférable la centralisation de ses administrations. Le 10 septembre 1839, une ordonnance affecte "l'ancien hôtel Molé" au ministères des Travaux publics, le Conseil d'État s'installant au palais d'Orsay en 1840. Le bâtiment est restauré et aménagé pour sa nouvelle fonction par Félix Duban. La nécessité de réunir une administration importante dans un seul lieu pousse l'architecte à détruire les dépendances en façades sur la rue Saint-Dominique pour ériger un immeuble de trois étages, aujourd'hui disparu. Duban remplace encore les grandes écuries par une aile ouest symétrique aux communs est. Le ministère s'installe au cours de l'année 1841, à l'issue des travaux.
Depuis 1839, l'hôtel de Roquelaure a conservé une fonction ministérielle. Le ministère des Travaux publics devient en 1857 ministère de l’Équipement. En 2007, le ministère change à nouveau de nom, et s'appelle ministère de l'Écologie et du Développement durable ; il est ensuite régulièrement renommé.

Un nouvel ensemble de modifications modifie l'organisation de l'hôtel entre 1861 et 1880. Entre 1861 et 1866, les deux ailes de la cour sont surélevées d'un niveau, masquant les deux pavillons flanquant originellement la façade sur cour. La balustrade, qui auparavant bordait une terrasse, est encore visible comme balcon filant le premier étage. En 1880, le percement du boulevard Saint-Germain réaligne les bâtiments donnant auparavant sur la rue Saint-Dominique et provoque la destruction des immeubles construits par Duban. Un nouvel ensemble architectural remplace celui-ci, consistant en un entresol surélevé et deux étages donnant sur le boulevard.

Extensions de la deuxième moitié du XIXe siècle
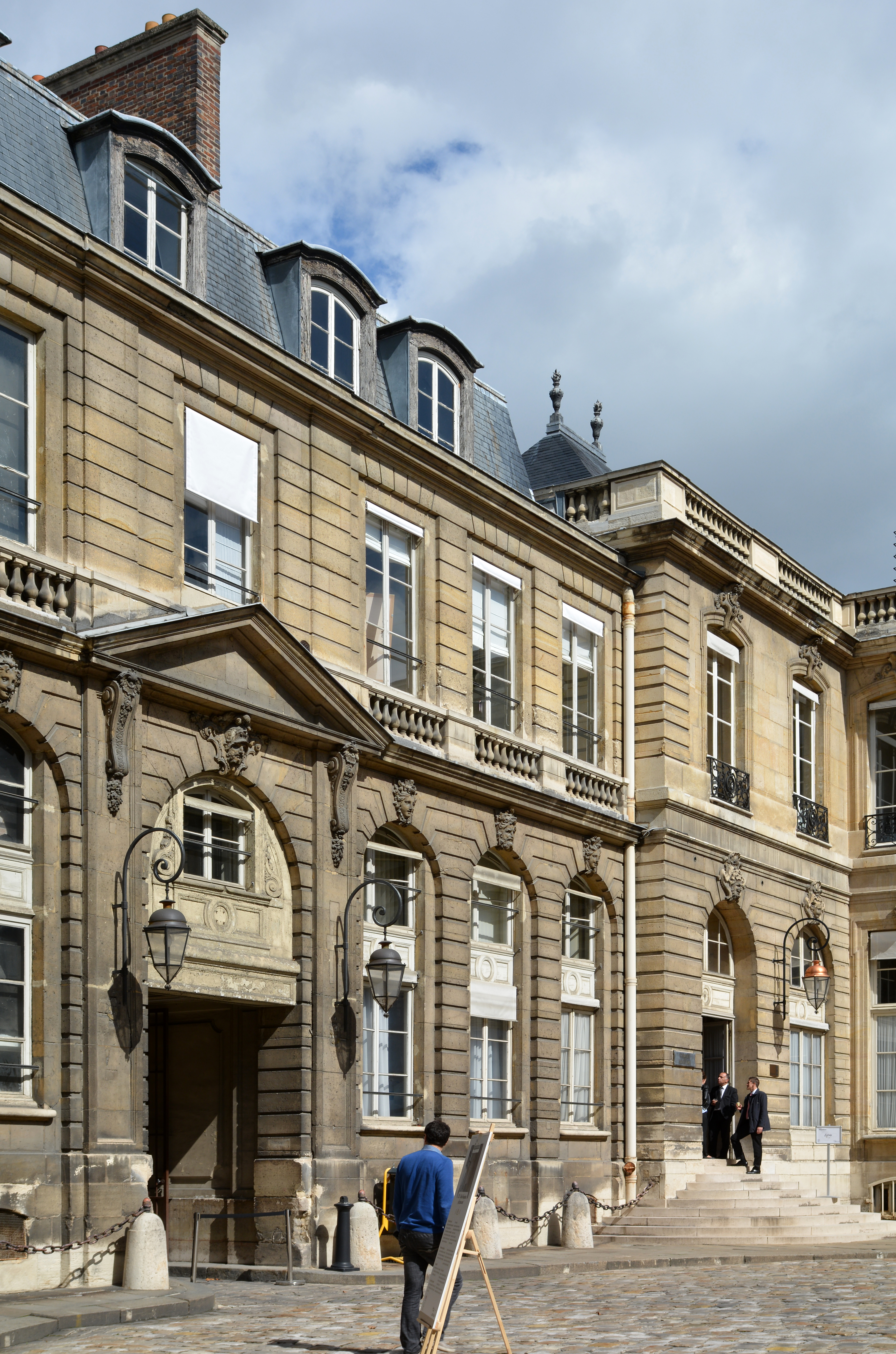
Aile ouest sur cour construite par Félix Duban en 1840 à la place des anciennes écuries, par la suite surélevée d'un niveau entre 1861 et 1866. La balustrade servant de balcon au premier étage est le témoignage de la terrasse sur laquelle donnait le pavillon en saillie de la façade sur cour, à droite.
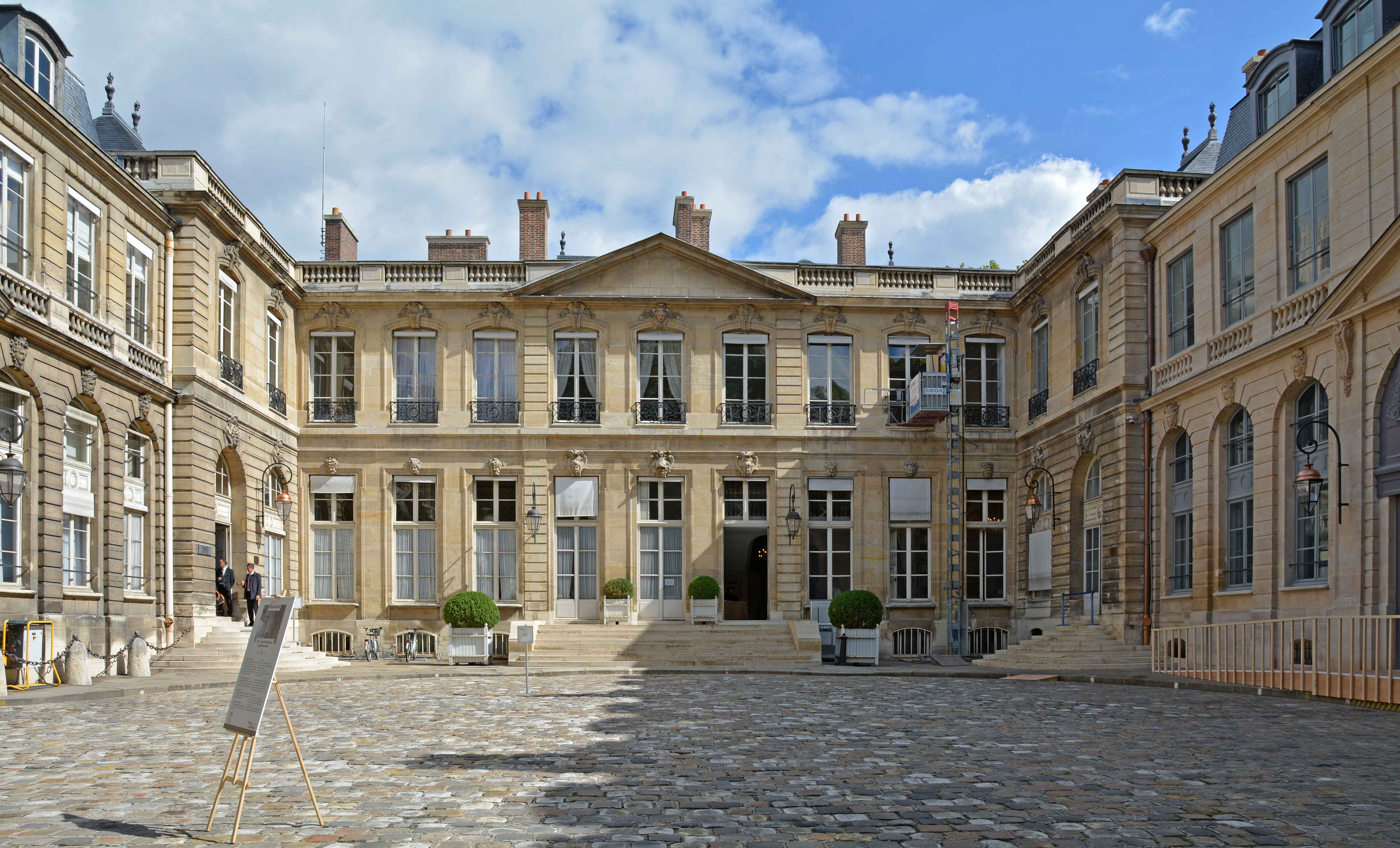
Façade du corps de logis, sur cour. Le perron central, inexistant dans les plans initiaux, est construit sur ordre de Mathieu-François Molé dans la deuxième moitié du XVIIIe siècle. Auparavant, l'entrée se fait par les deux perrons latéraux, encore visibles
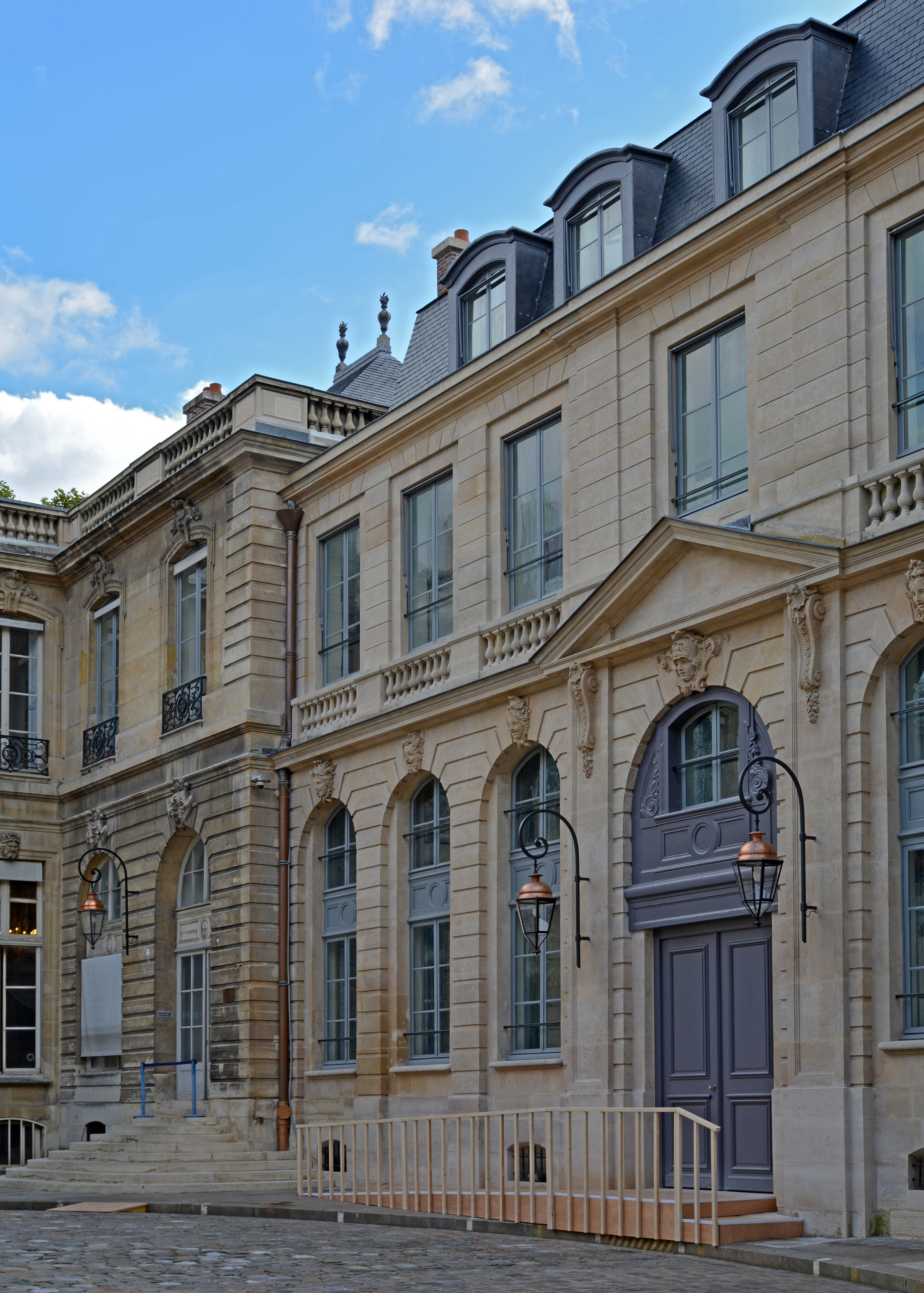
Aile est sur cour, surélevée d'un niveau entre 1861 et 1866. La balustrade servant de balcon au premier étage est le témoignage de la terrasse sur laquelle donnait le pavillon en saillie de la façade sur cour, à gauche.

L'ensemble des façades et toitures, ainsi que le portail, le sol de la cour d'honneur et le jardin, fait l’objet d’un classement au titre des monuments historiques depuis le 29 avril 1961.
L’hôtel Le Play, au no 40, rue du Bac, est mitoyen de l’hôtel de Roquelaure. Il est construit dans les années 1860 par les époux Durand-Fornas sur un terrain ayant appartenu au maréchal Kellermann. L'hôtel est vendu au sénateur Albert Le Play (le fils de Pierre Guillaume Frédéric Le Play) en août 1896. Il est loué par l’État en 1943 (puis acheté à la suite d'une expropriation pour cause d’utilité publique prononcée le 17 février 1947) pour en faire une annexe du ministère de l’Équipement. En 2012, c’est le siège du cabinet du ministre délégué à la Ville, en 2015 du secrétaire d'État au Commerce extérieur, en 2016 celui de la Famille, la Petite Enfance et les Droits des femmes et en 2017 celui de la ministre auprès du ministre d'État, ministre de la Transition écologique et solidaire, chargée des Transports.

## Galerie

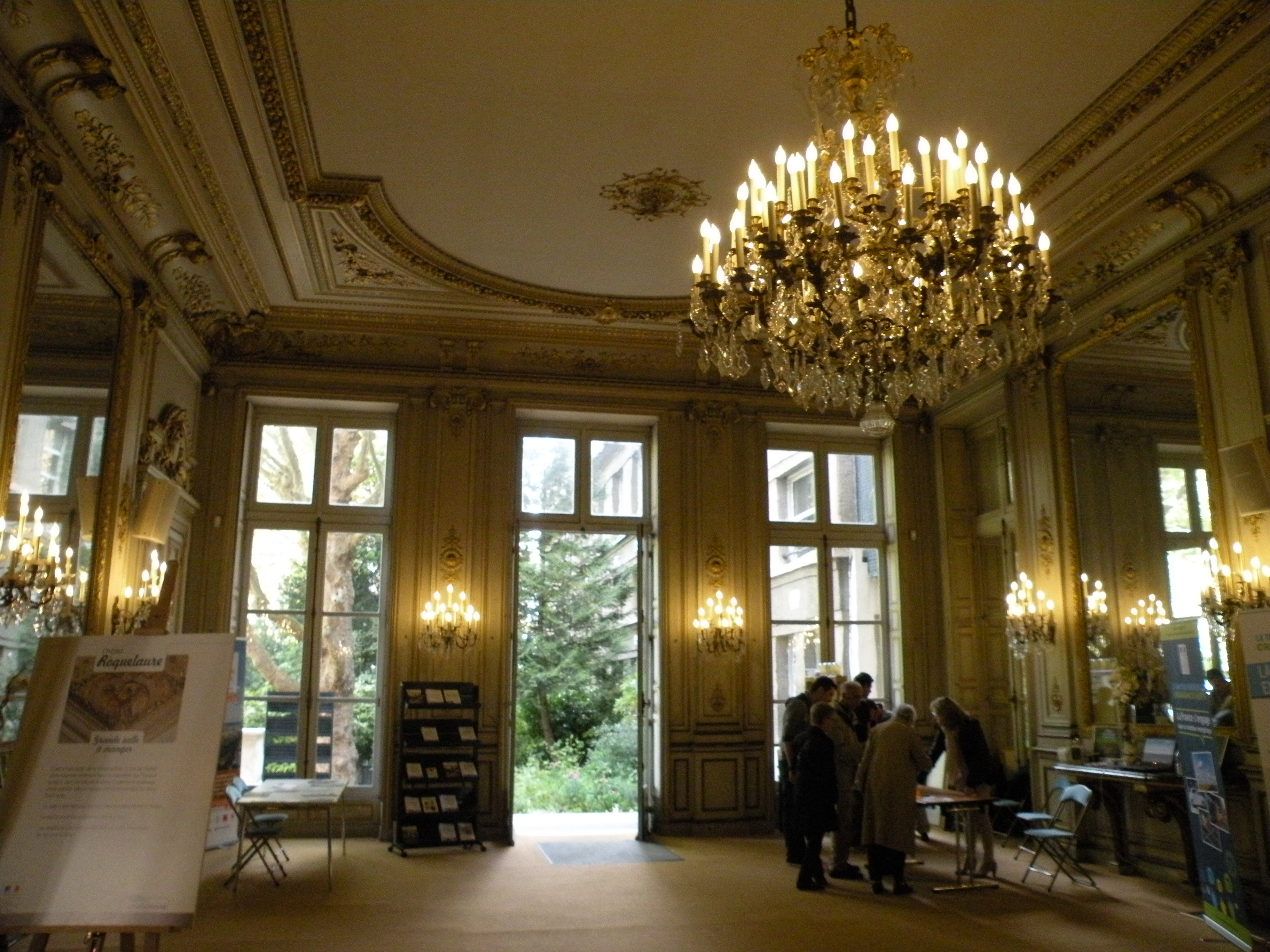
Grande salle à manger.
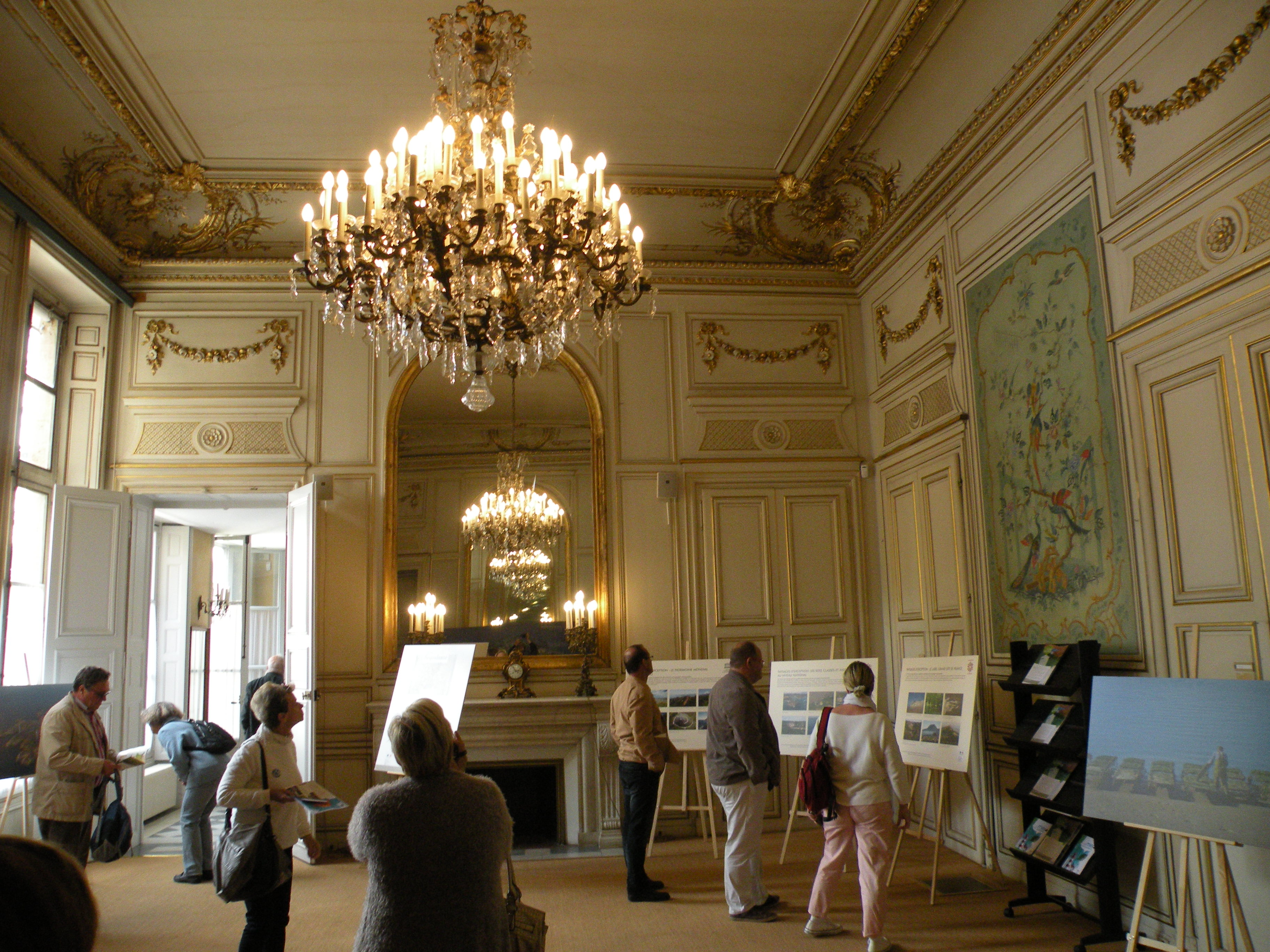
Petit salon bleu.
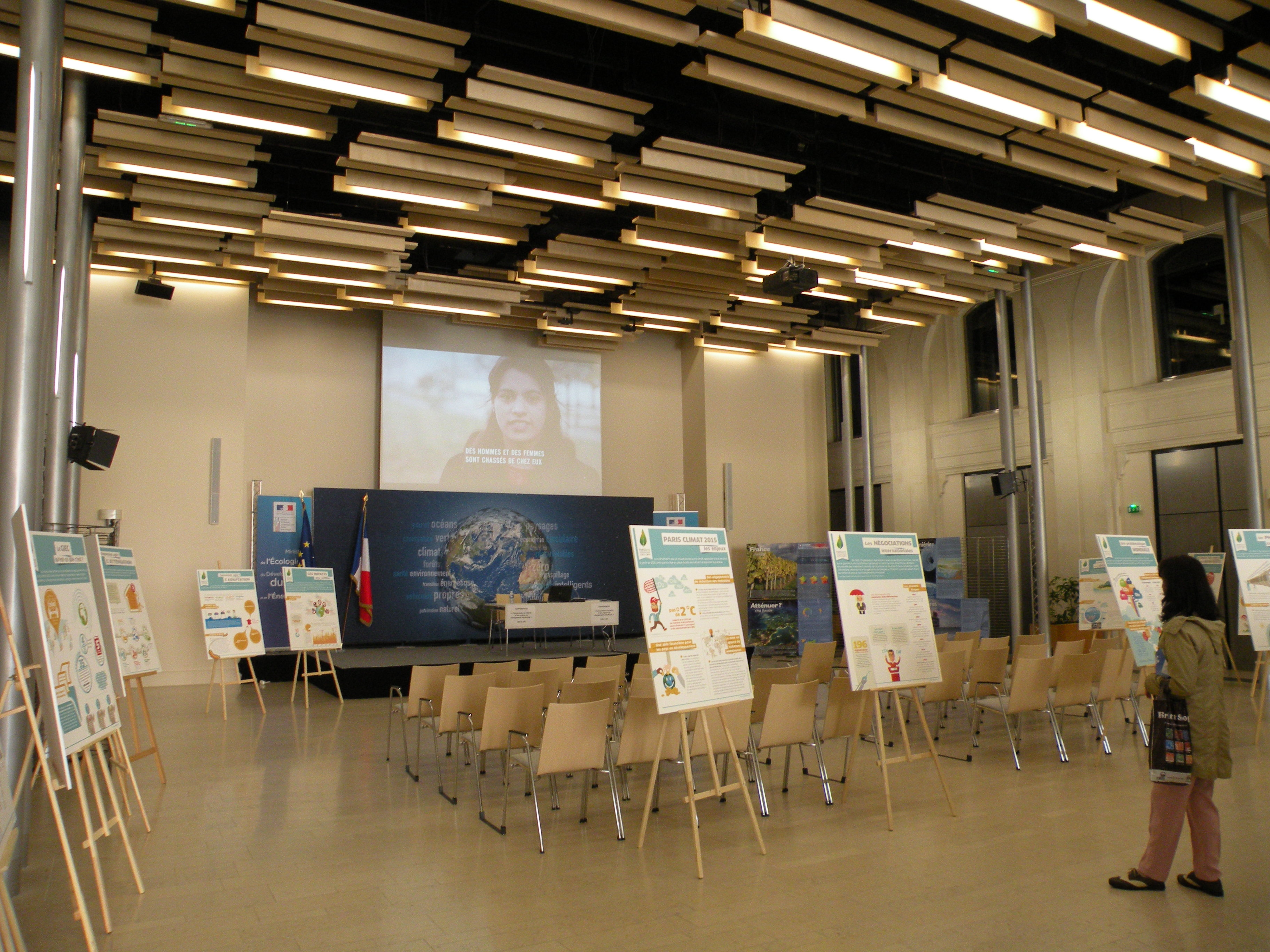
Salle de conférence.
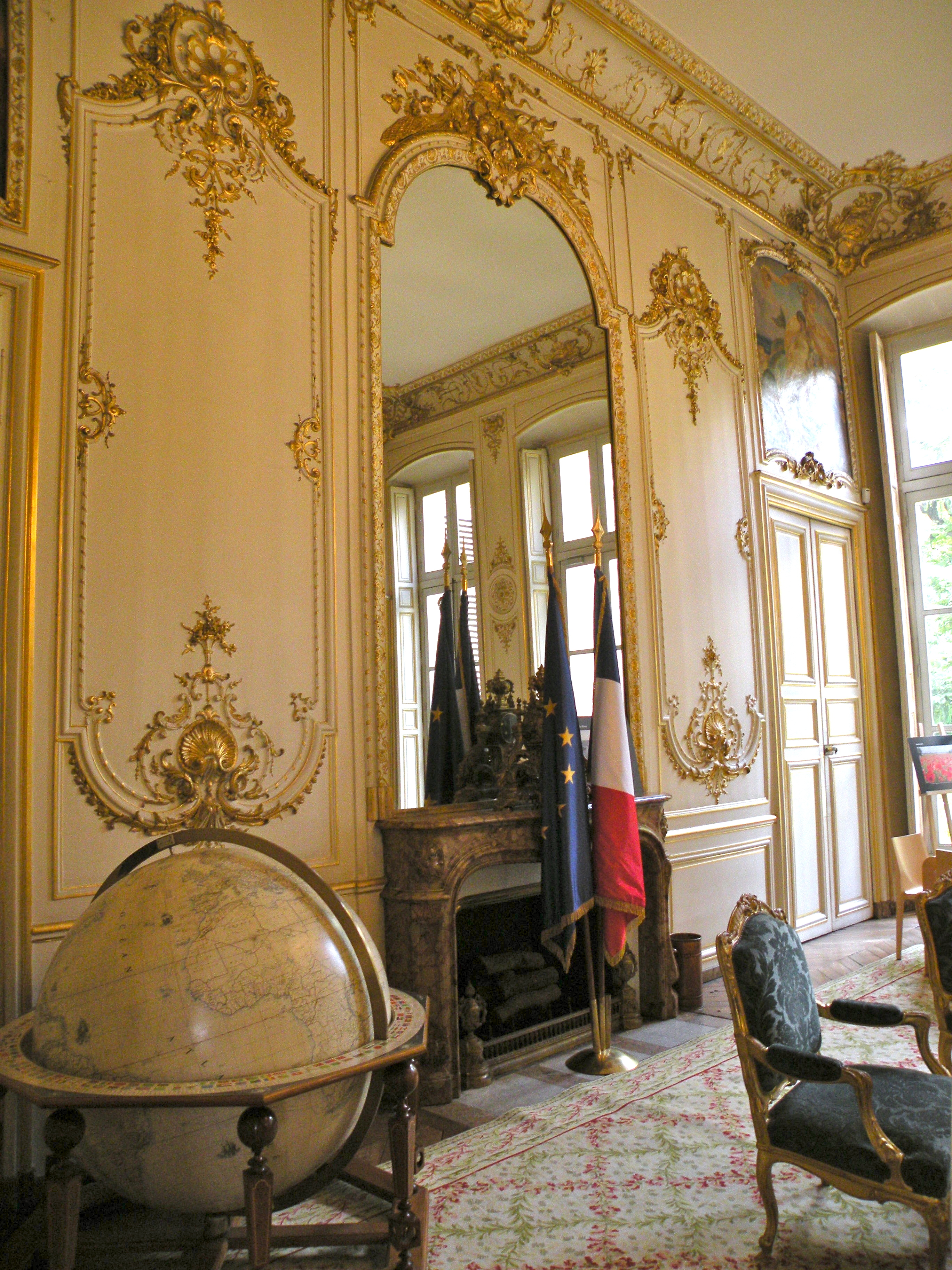
Antichambre.
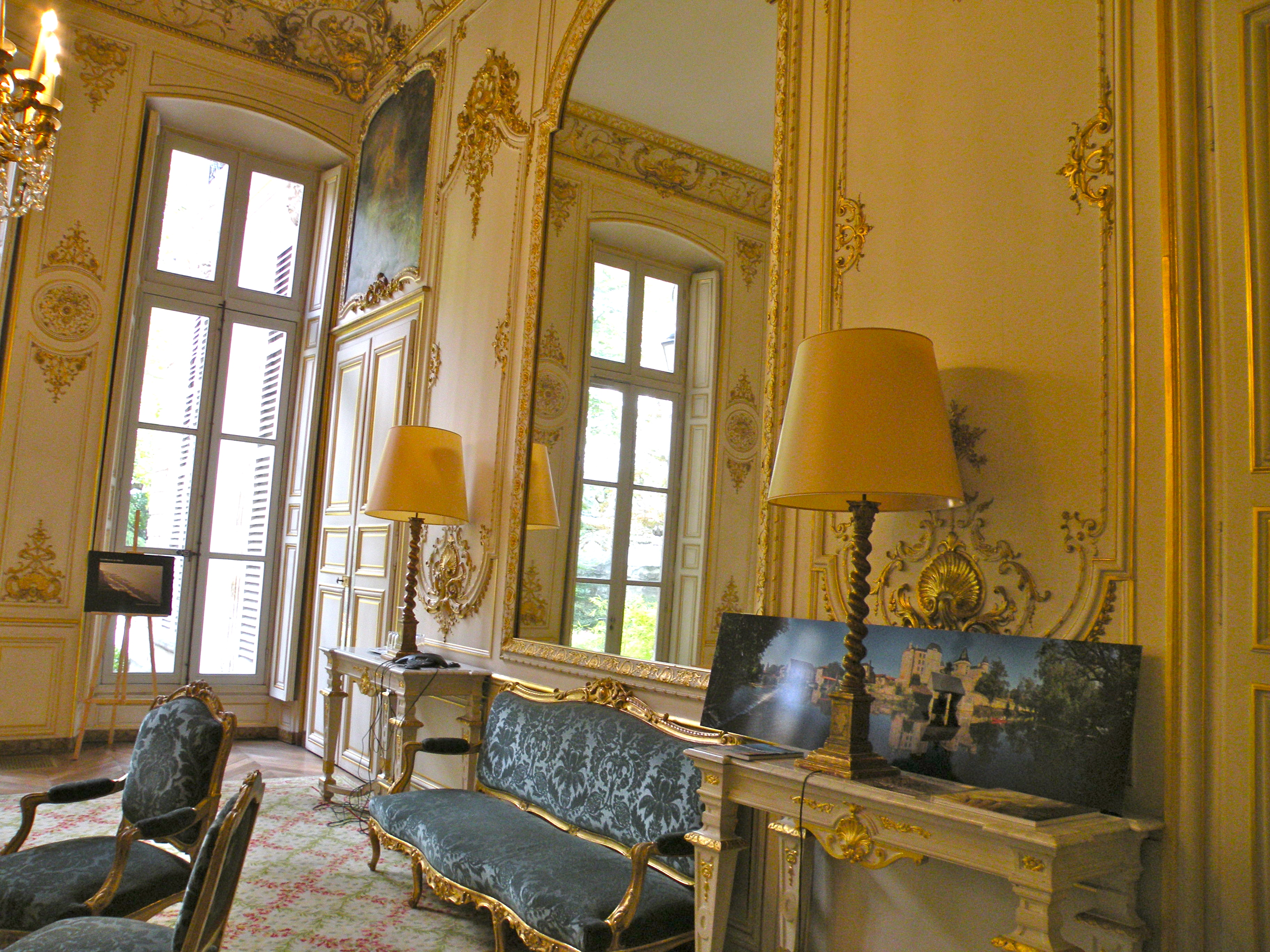
Antichambre.
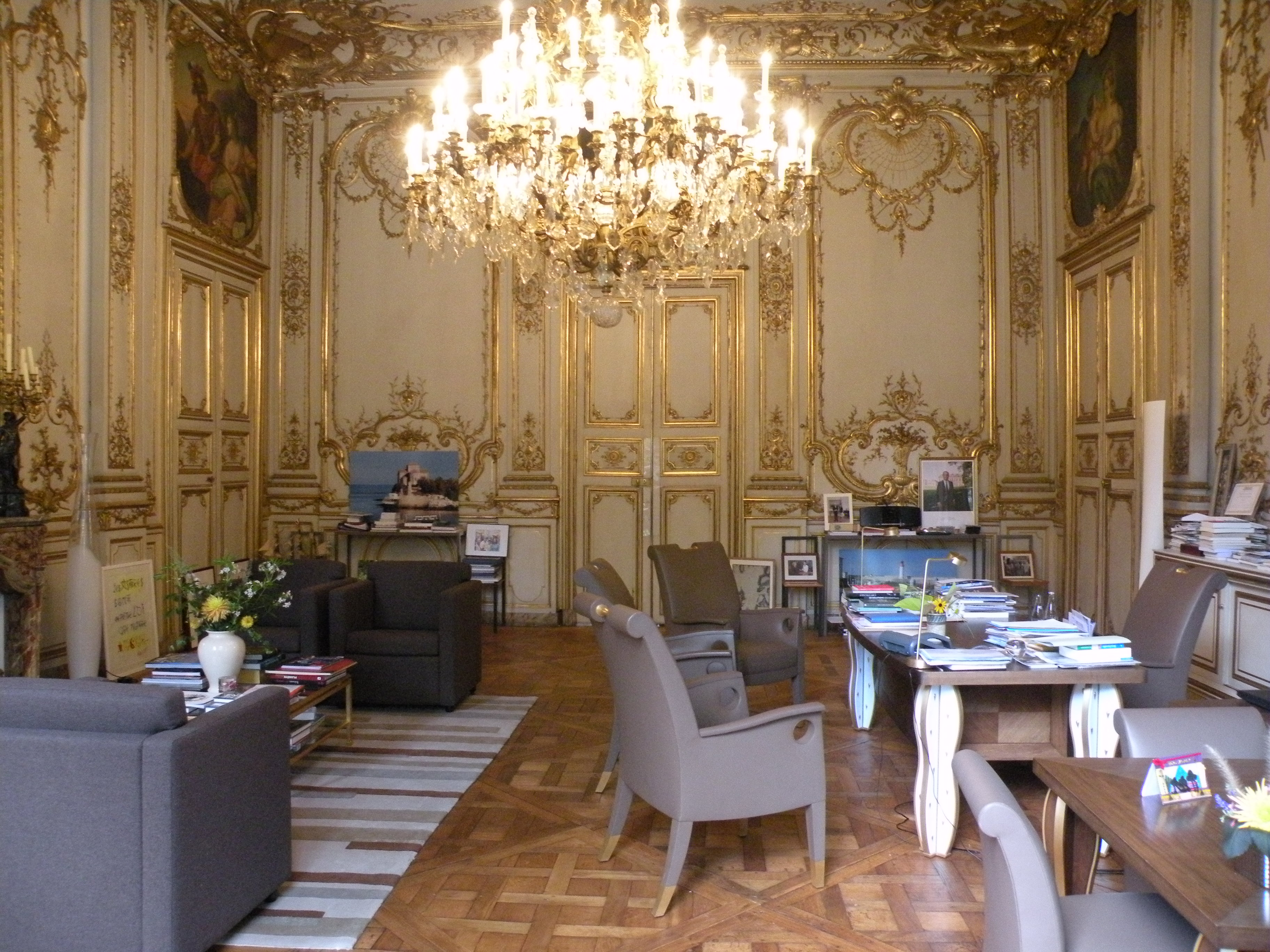
Cabinet du ministre.
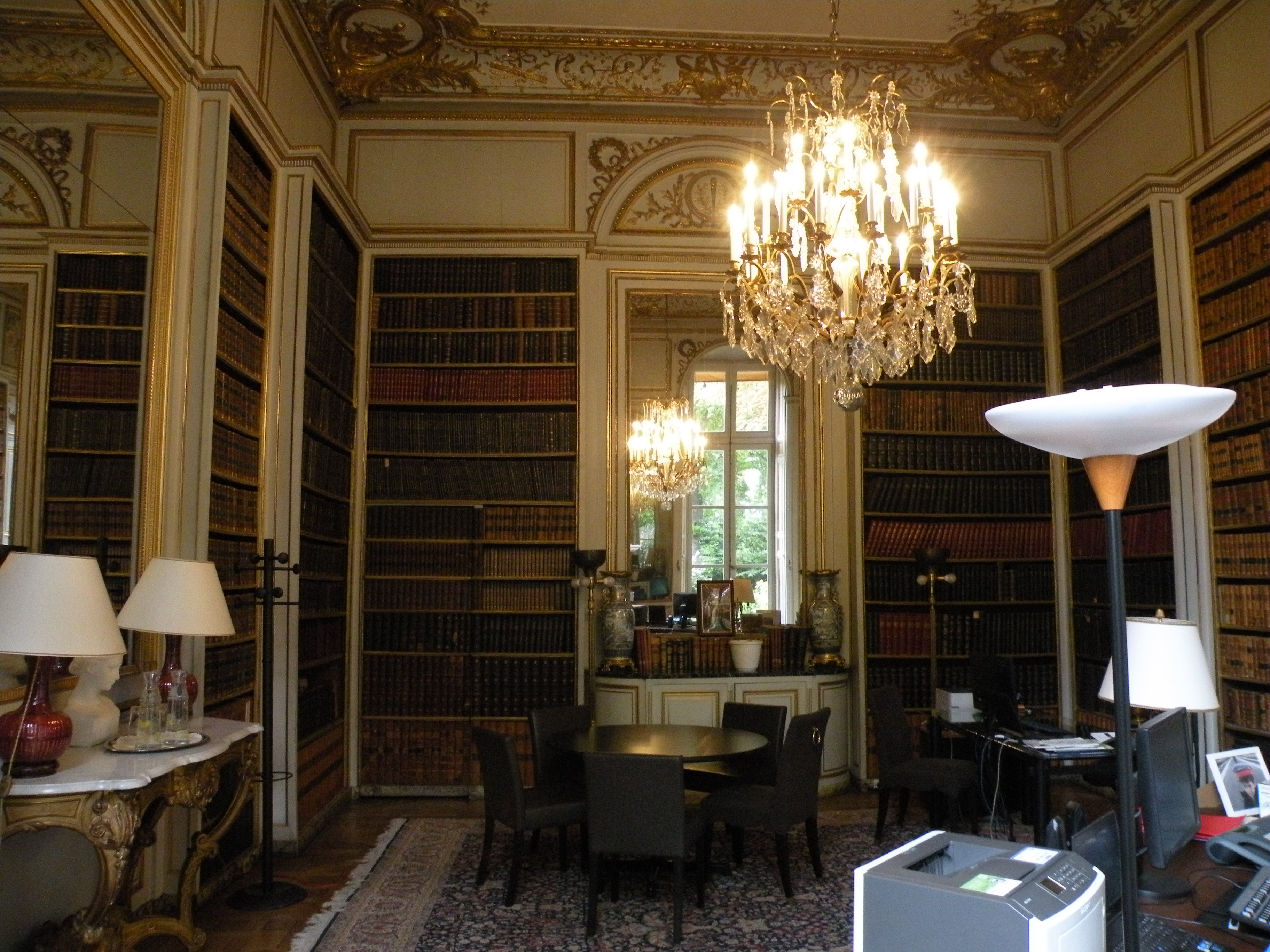
Bibliothèque.
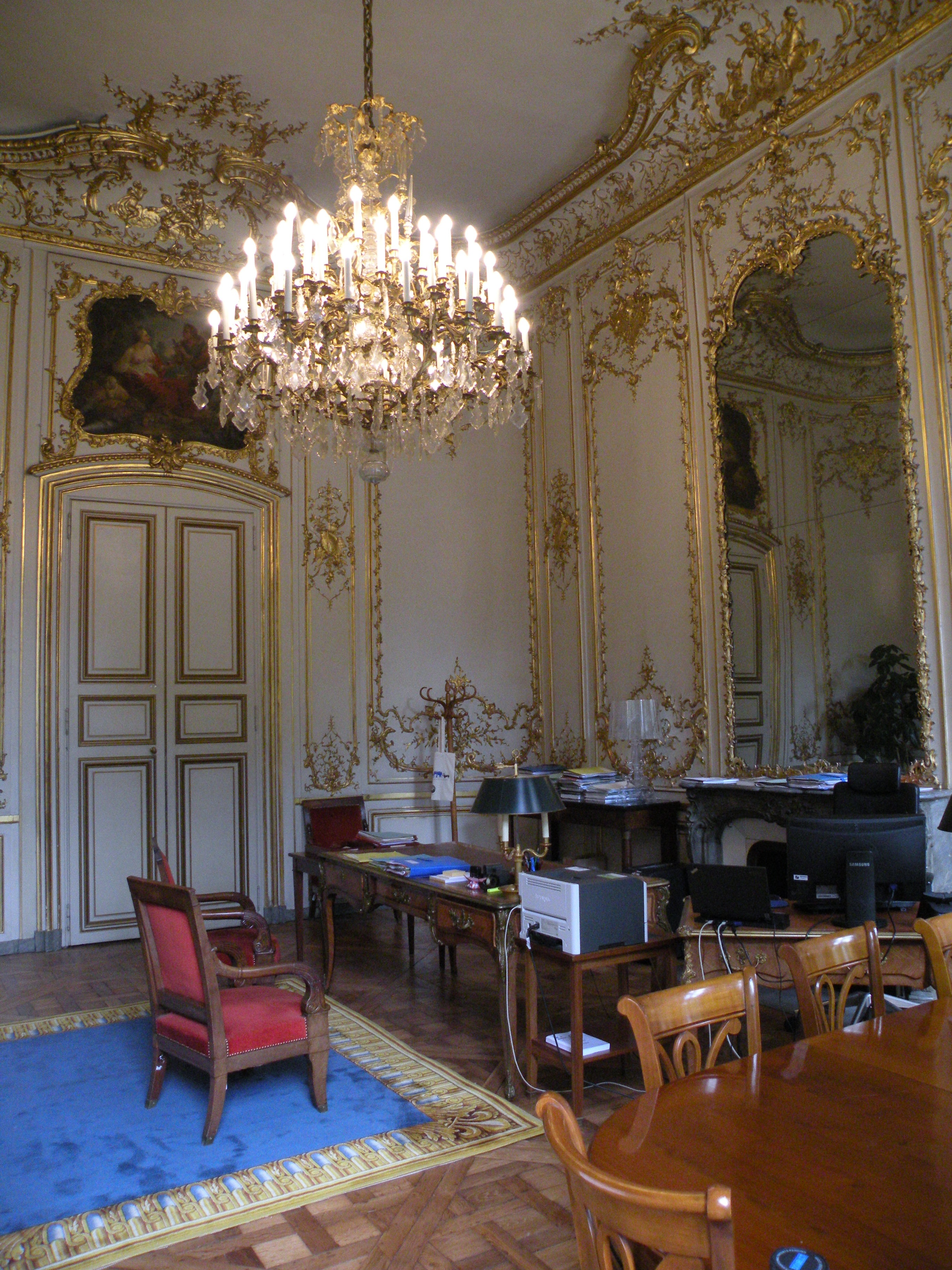
Chambre de parade.
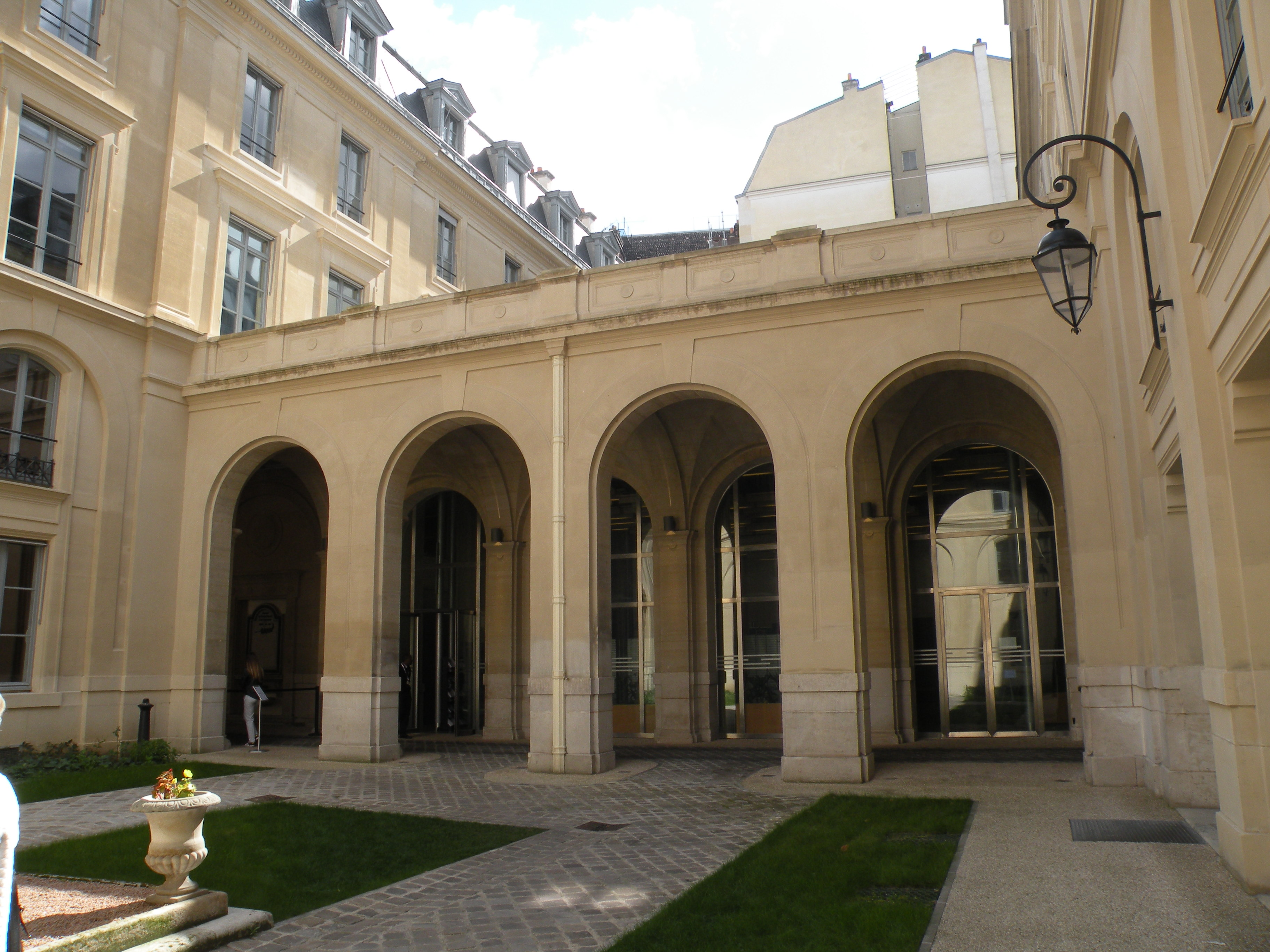
Cour.
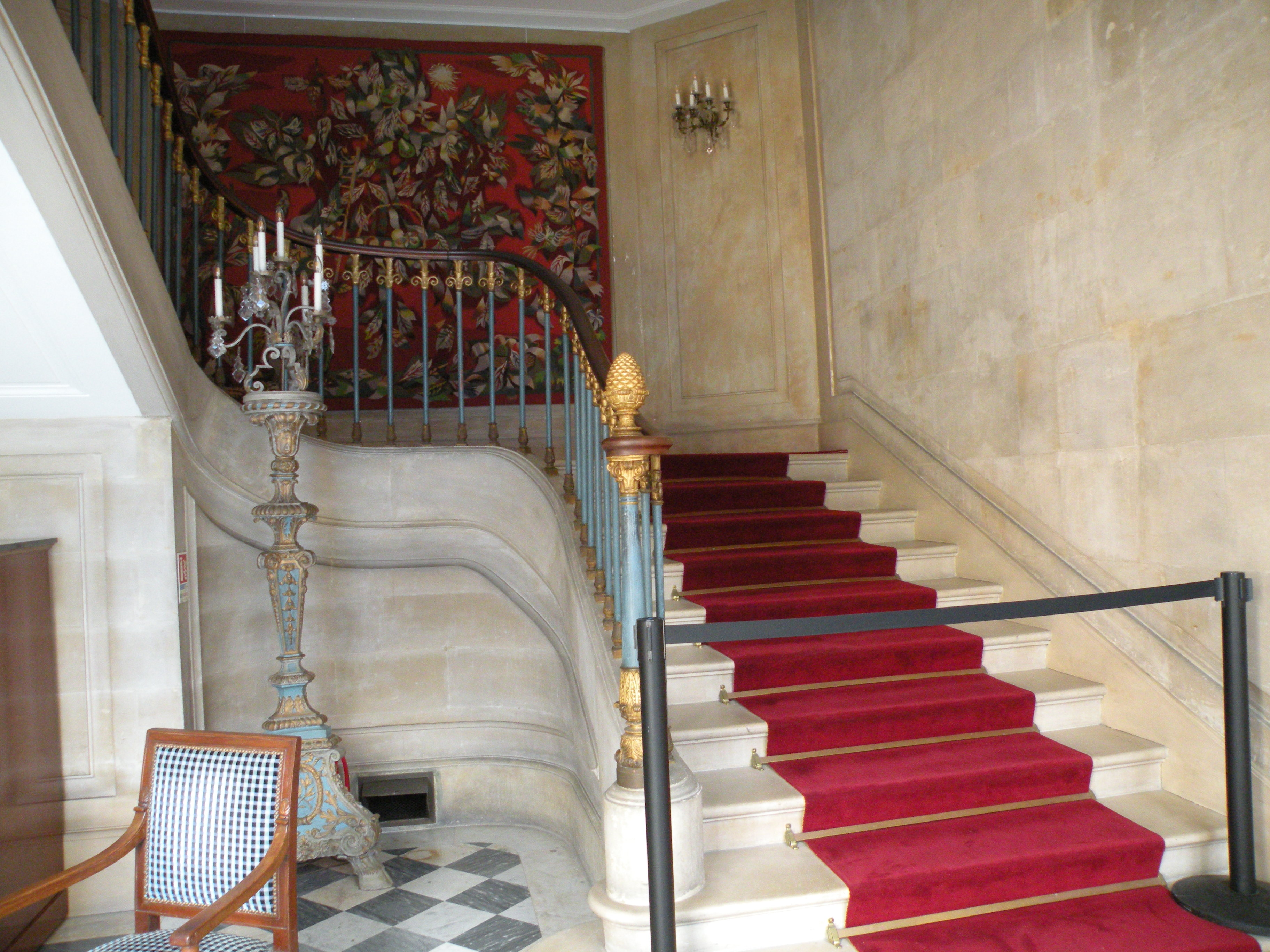
Escalier.
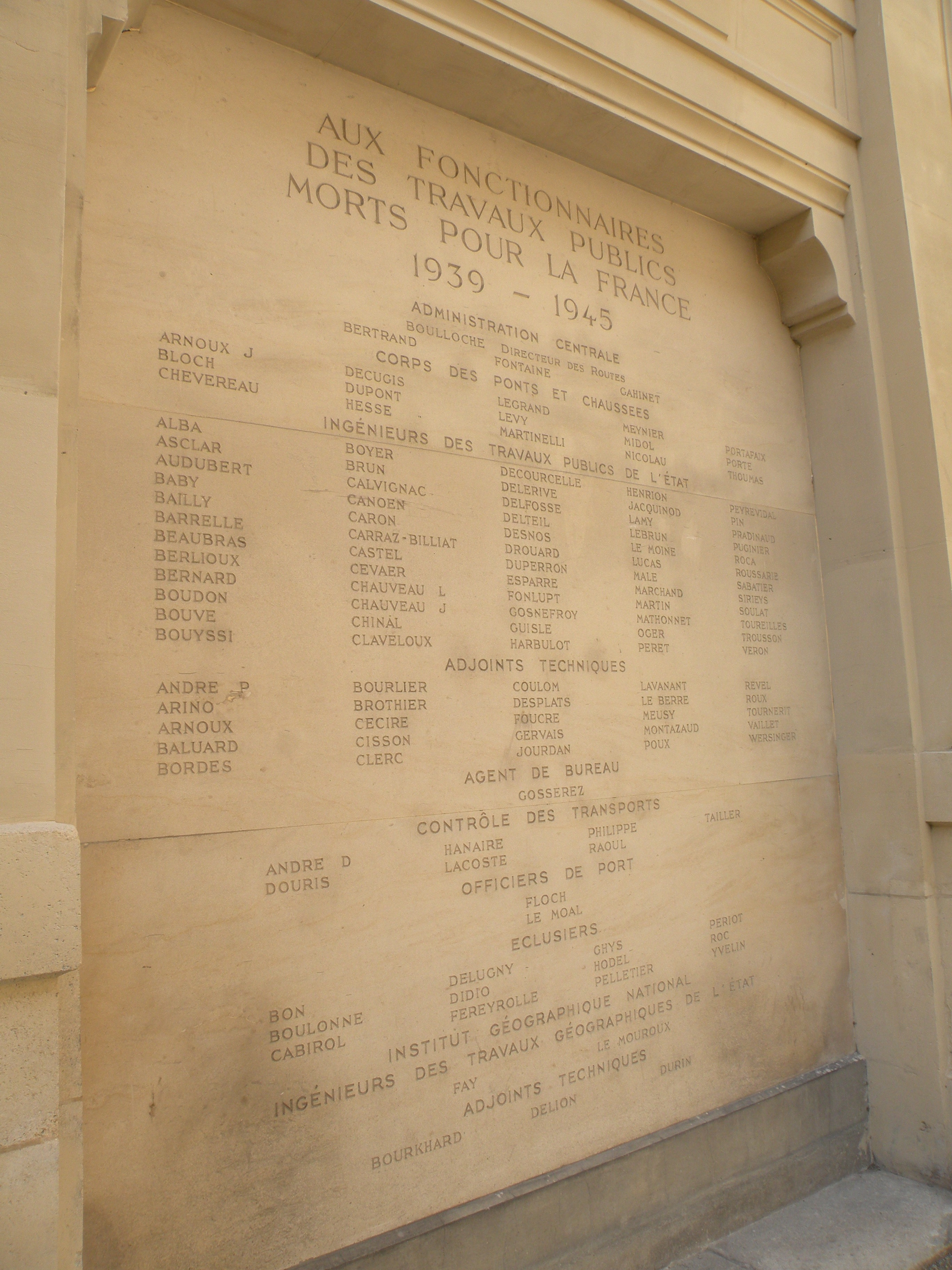
Monument aux morts.
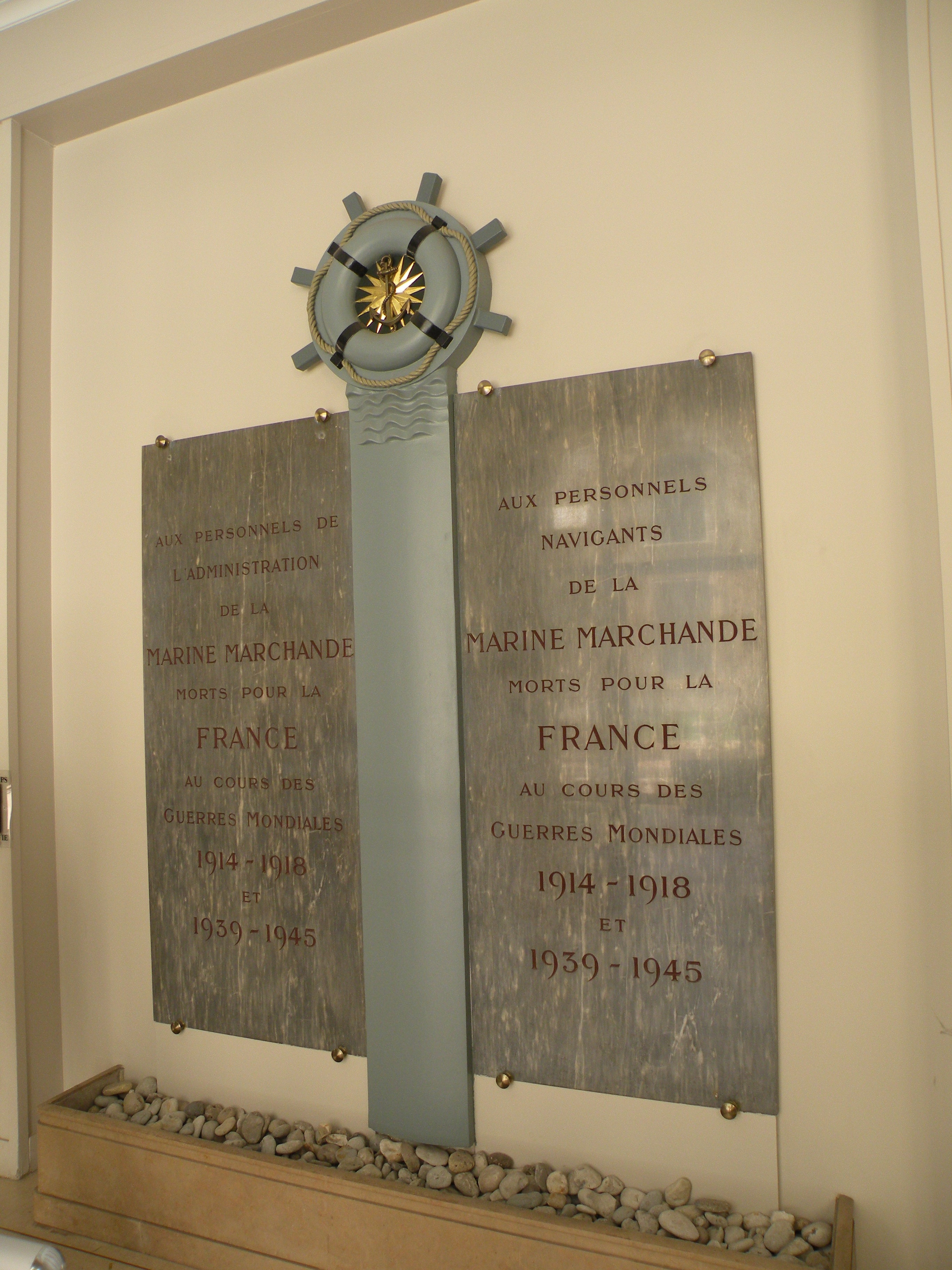
Monument aux morts.
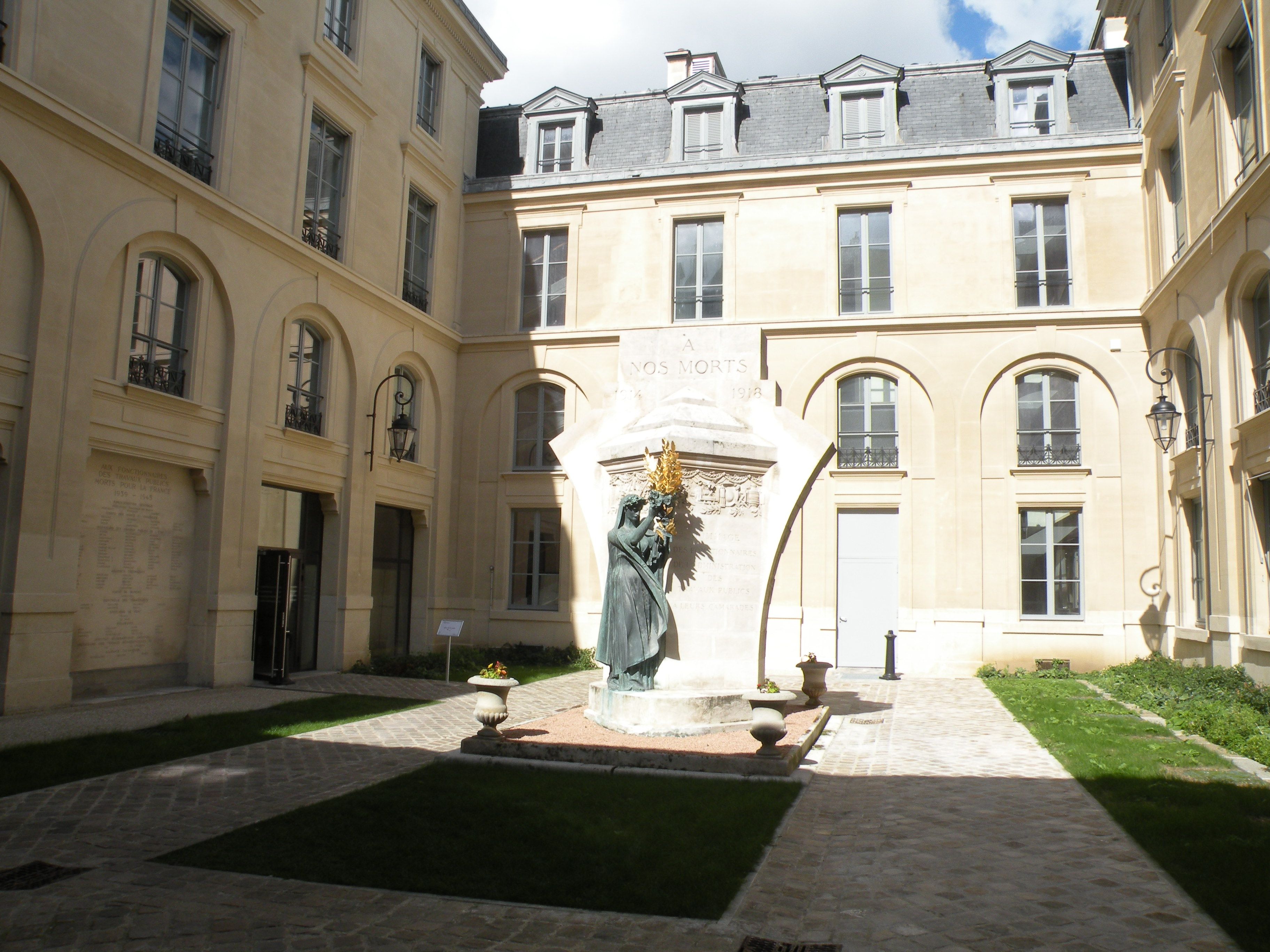
Monument aux morts.
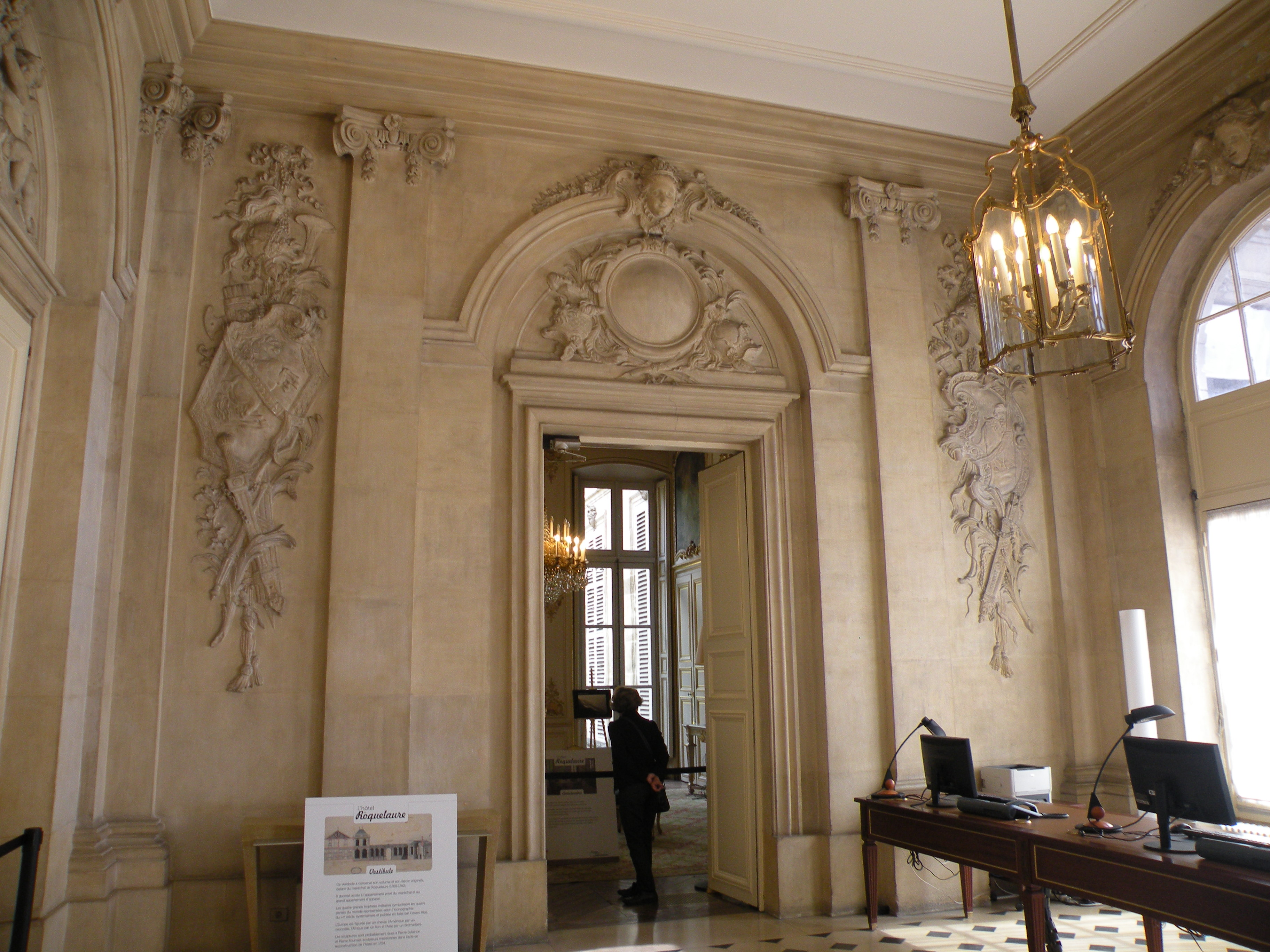
Vestibule.
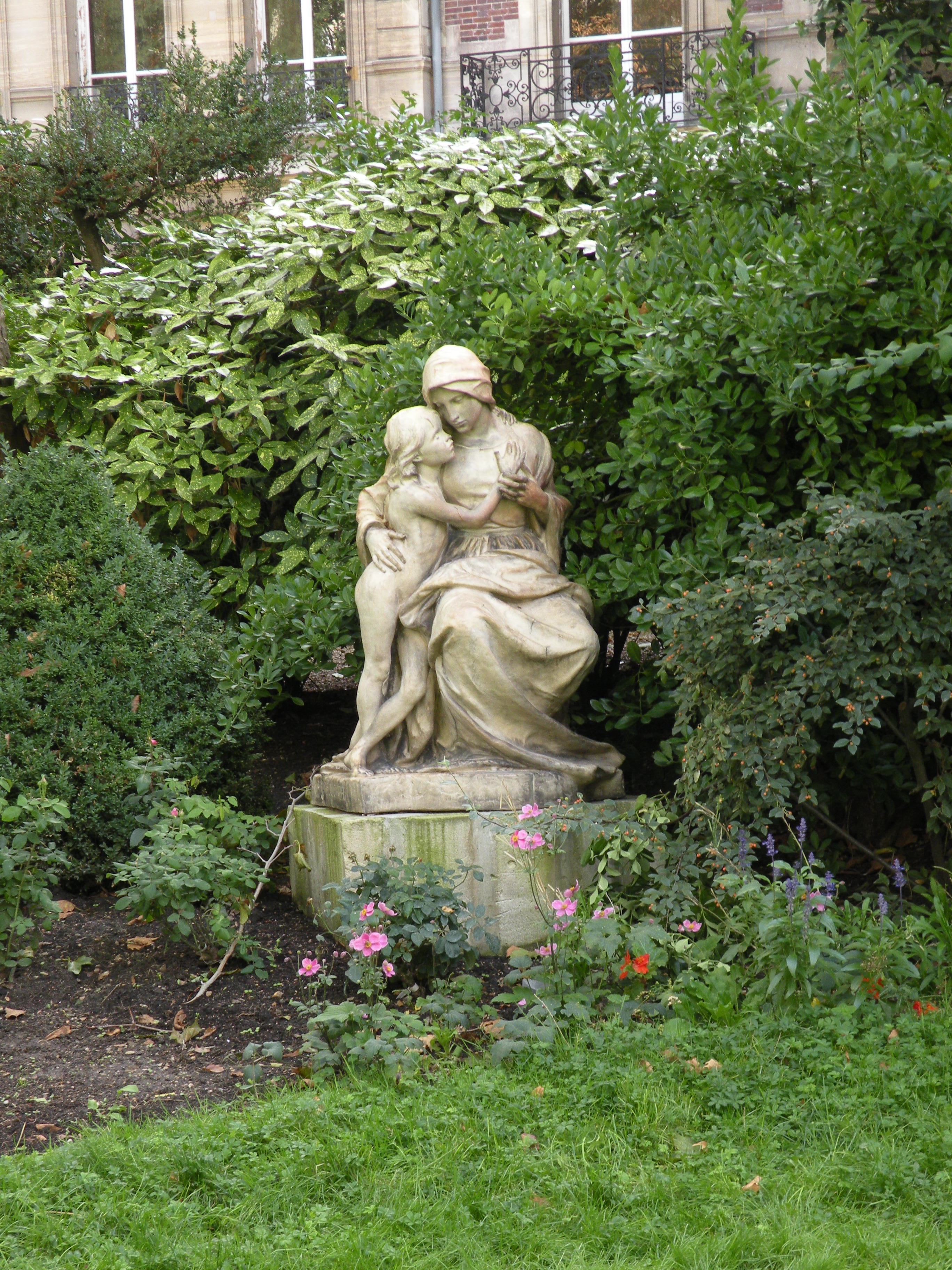
Statue dans le jardin.
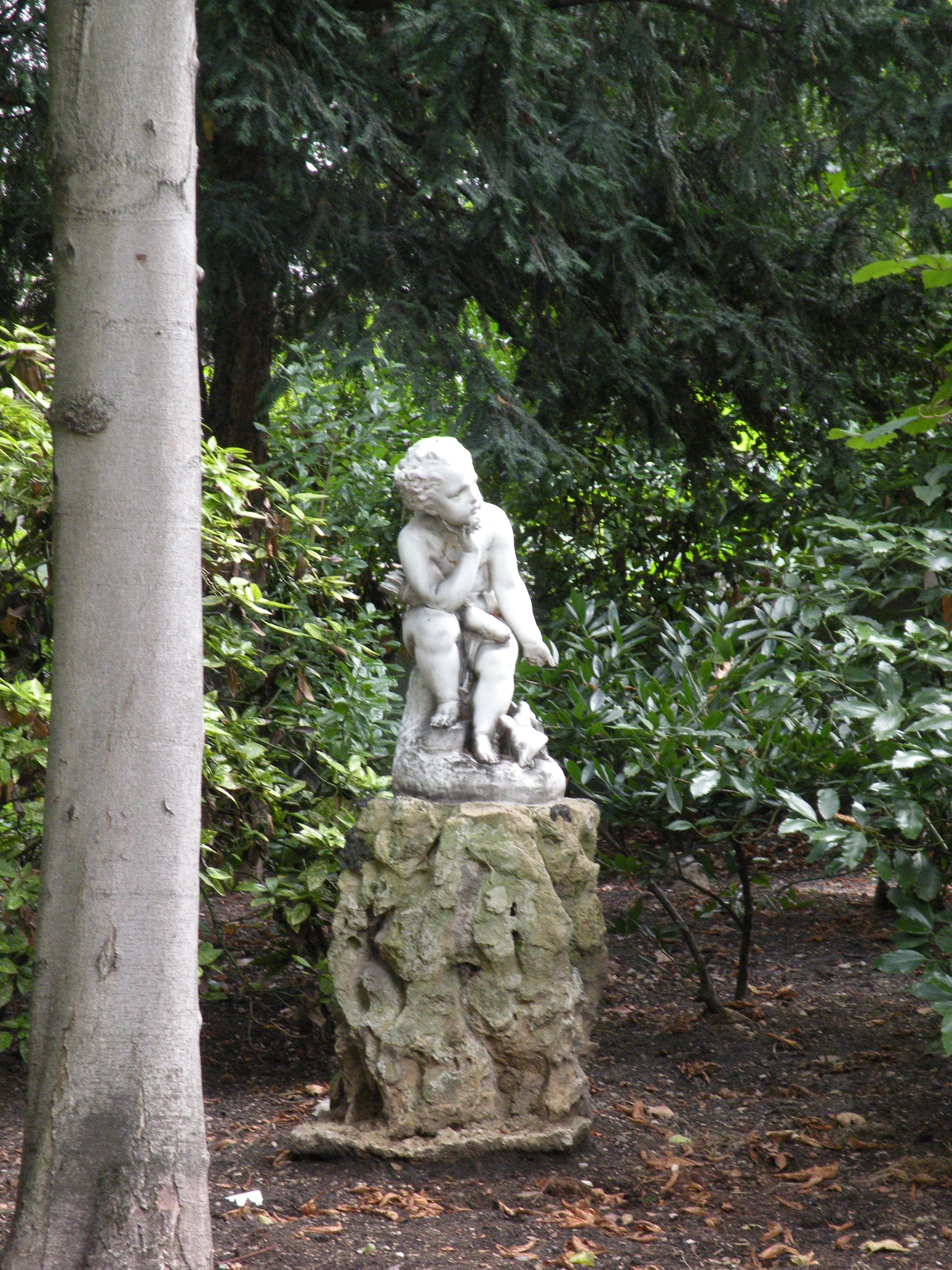
Statue dans le jardin.

## Homonyme
Le plan de Paris de Vassalieu, dressé en 1609, nomme hostel de Roquelor le palais royal connu par la suite sous le nom d'hôtel Saint-Pol, dans le quartier du Marais.